# Sint-Paulus buiten de Muren
De Sint-Paulus buiten de Muren (San Paolo fuori le Mura) is een basiliek in het zuiden van Rome. Ze werd in opdracht van keizer Constantijn gesticht boven het graf van de apostel Paulus, dat lag aan de Via Ostiensis in Rome. Het is een van de vier pauselijke basilieken van Rome, en tevens een van de zeven kerken die de pelgrims daar traditioneel bezochten. Met haar lengte van 131 meter, 65 meter breedte en 29,70 meter hoogte is ze na de Sint-Pietersbasiliek het grootste kerkgebouw in Rome. In 1980 werd de basiliek opgenomen in de werelderfgoedlijst van de UNESCO. De basiliek en de abdij van Sint-Paulus buiten de Muren zijn extraterritoriaal grondgebied van de Heilige Stoel. 

## Geschiedenis

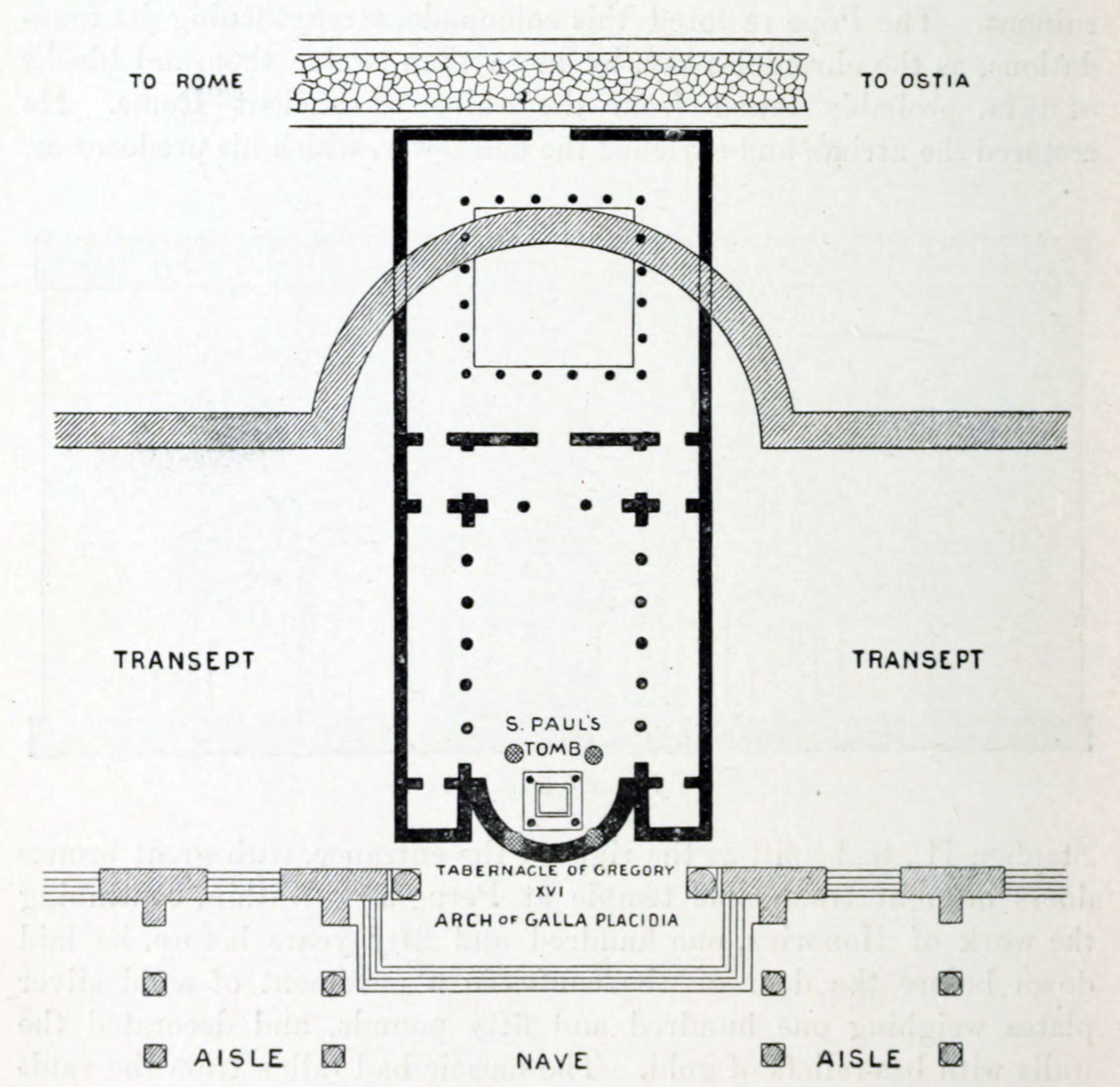
Zwart: de basiliek van Constantijn, gericht naar de Via Ostiensis. Grijs: apsis, transept en deel van middenschip van de huidige basiliek.

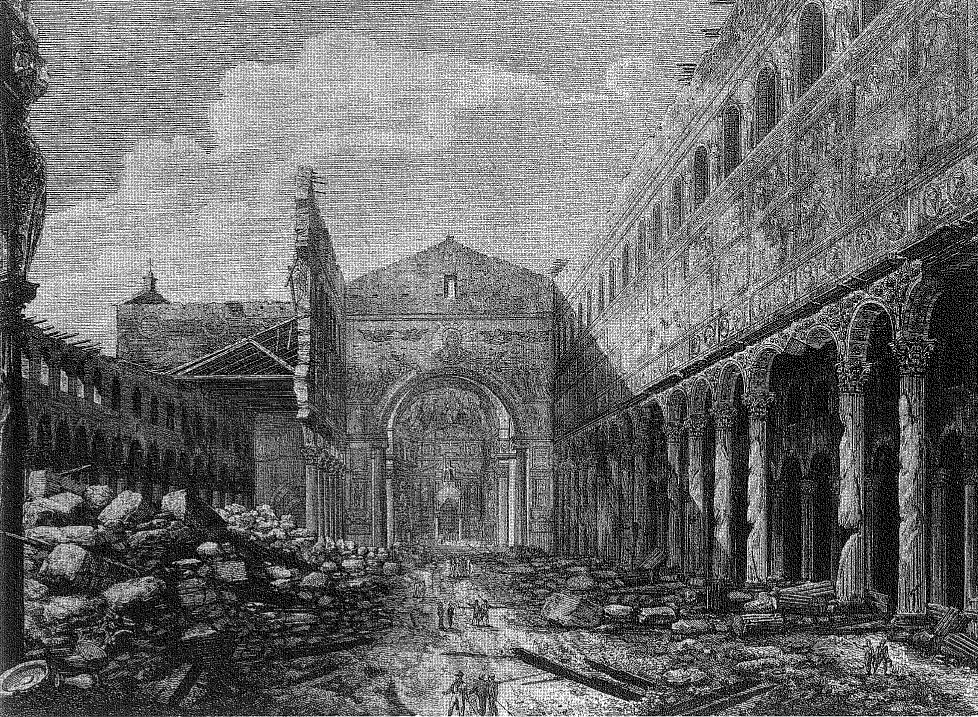
De basilica na de brand van 1823.

### De eerste basiliek
Volgens de traditie werd de apostel Paulus onder de regering van keizer Nero, wellicht tussen 65 en 67 n.C., onthoofd  bij de Aquae Salviae ten zuiden van Rome, op de plaats waar later de Abbazia delle Tre Fontane zou verrijzen. Hij zou dan 2,5 km dichter bij de stad zijn bijgezet in een kleine begraafplaats nabij de Via Ostiensis. Op zijn graf werd een gedachteniskapel opgericht.
In het begin van de vierde eeuw liet keizer Constantijn de kapel boven Paulus' graf vervangen door een basiliek gewijd aan die heilige. De ingang van deze eerste basiliek was gericht naar de belangrijke Via Ostiensis; evenals in de Sint-Pietersbasiliek bevond het altaar zich pal boven het graf van de heilige. Dit gebouw werd ingewijd door paus Silvester.

### De huidige basiliek
Reeds tegen het einde van diezelfde vierde eeuw bleek de eerste basiliek onvoldoende groot om plaats te bieden aan alle gelovigen die de heilige wilden komen vereren. Daarom lieten de keizers Valentinianus II, Theodosius en Arcadius de eerste Sint-Paulusbasiliek afbreken en vervangen door de huidige, met veel grotere afmetingen: tot aan de bouw van de huidige Sint-Pietersbasiliek was de Sint-Paulus buiten de Muren het grootste kerkgebouw in Rome. Om een veel langer schip te kunnen realiseren maar toch de plaatsing van het altaar boven het graf van de apostel te behouden, moest de oriëntering 180 graden worden gedraaid. Vandaar de merkwaardige bouwrichting: aan de belangrijke Via Ostiensis kwam de achterzijde van de basiliek te liggen; de voorgevel ervan en het eraan voorafgaande vierkante atrium liggen het verste van die verbindingsweg. Deze nieuwe basiliek werd ingewijd onder paus Siricius in 390. 
Herstelwerkzaamheden waren nodig na de zware schade die was toegebracht door de aardbevingen in 442 en in 1348. Bovendien werd de basiliek geplunderd in 739 door de Longobarden, in 847 door de Saracenen en in 1527 door de Duitse landsknechten. Behalve de nodige herstelwerkzaamheden werden in de loop der eeuwen nog vele verfraaiingswerken en uitbreidingen aangebracht, onder andere door de kunstenaar Pietro Cavallini op het einde van de 13de eeuw (gevelmozaïek en frescocyclus in het middenschip) en door verschillende kunstenaars in de 18de eeuw (kapellen in het transept).

### De brand van 1823
In de nacht van 15 op 16 juli 1823 brak in de basiliek een brand uit die het gebouw zwaar beschadigde. De veelgeprezen gotische kloostergang uit de 13de eeuw bleef gespaard, evenals het dwarsschip van de basiliek, het hoofdaltaar boven het graf van Paulus, en verder de triomfboog en delen van de rechter zijschepen en van de gevel. De linker zijschepen, de zoldering van het middenschip en de 14de-eeuwse klokkentoren werden echter verwoest.
Voor de heropbouw werd een commissie in het leven geroepen. Beslist werd om de kerk te herbouwen met de afmetingen en volgens het basilicaplan van het einde van de vierde eeuw. Er kwam financiële steun vanuit heel de wereld; enkele buitenlandse vorsten schonken kostbaar bouwmateriaal ter verfraaiing van de basiliek. De herbouw werd ingewijd door paus Pius IX op 10 december 1854, maar ook nadien liepen de herstellingswerkzaamheden nog door.

## Beschrijving van de basiliek

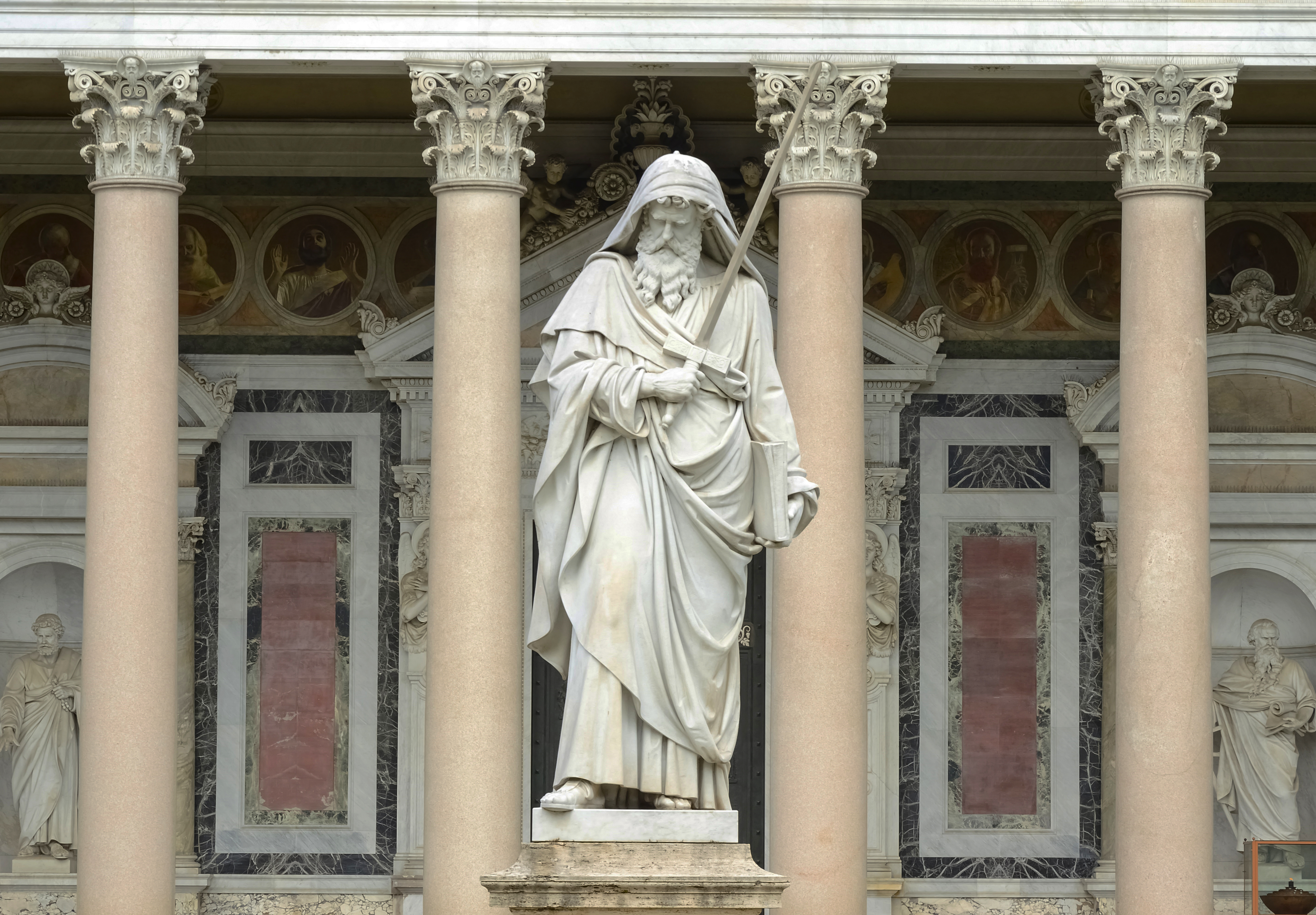
Beeld van Paulus in het atrium.

### Het atrium
De basiliek wordt voorafgegaan door een atrium, een voorhof dat aan de vier zijden is omgeven door door portieken met in totaal 150 zuilen. Dit atrium meet 70 x 70 meter en werd in neoklassieke stijl opgetrokken op het einde van de 19de eeuw; de werken waren beëindigd in 1928. Dit onderdeel herinnert aan het atrium van de vroegchristelijke basiliek, toen dat de plaats was waar de bekeerlingen mochten komen die nog geen toegang hadden tot de kerk zelf zolang ze niet waren gedoopt.
Centraal in het atrium staat het beeld van Sint Paulus uit 1850; zoals steeds is hij herkenbaar aan het attribuut van het zwaard waarmee hij werd onthoofd. In zijn linkerhand draagt hij geschriften, symbool voor de talrijke brieven die hij schreef naar zijn bekeerlingen en die deel uitmaken van het Nieuwe Testament. Het Latijnse opschrift op de sokkel typeert hem als "prediker van de waarheid, en leermeester van de heidenen". Achteraan rechts in het atrium staat het beeld van de evangelist Lucas (1893). Lucas is vaker dan de andere evangelisten afgebeeld in deze basiliek: hij is het immers die Paulus vergezelde op vele van zijn bekeringsreizen. In zijn werk Handelingen der apostelen (opgenomen in het Nieuwe Testament) bezorgt Lucas ons veel informatie over de reizen van Paulus, waardoor hij in zekere zin de biograaf van die apostel kan worden genoemd.

### De gevel en de poorten
De voorgevel van de basiliek was gedeeltelijk gespaard gebleven bij de brand van 1823, maar werd volledig afgebroken en herbouwd; enkele fragmenten van de middeleeuwse mozaïek van de hand van Pietro Cavallini werden overgeplaatst naar het interieur. De huidige mozaïek op de gevel dateert uit 1854-1874. In het fronton zit centraal de zegenende Christus tussen de heiligen Petrus en Paulus. Op de strook daaronder staat het Paaslam op de heuvel waaruit vier stromen ontspringen, symbool voor de redding die zich over alle volkeren verspreidt. Aan weerszijden staan 12 schapen, symbool voor de apostelen, en op de achtergrond de heilige steden Bethlehem en Jeruzalem. Naast en tussen de gevelramen zijn vier profeten afgebeeld: Jesaia, Daniël, Ezechiël en Jeremia.
In de portiek tegen de gevel staan links en rechts van de middelste poort standbeelden van de heiligen Petrus en Paulus. Van de poorten die toegang bieden tot de basiliek zijn de belangrijkste:
- in het midden: de bronzen poort van Antonio Maraini uit 1931. Over de gehele lengte en breedte van deze poort staat een kruis van zilveren wingerdranken, met daartussen de namen van de 4 evangelisten en de afbeeldingen van de 12 apostelen. In de panelen rondom het kruis zijn links het leven en de marteldood van Sint Pieter voorgesteld, rechts van Sint Paulus.
- rechts is de heilige poort in verguld brons, werk van Enrico Manfrini uit 2000. Evenals de drie andere pauselijke basilieken in Rome heeft ook de Sint-Paulus buiten de Muren immers een heilige poort, die enkel tijdens een Heilig jaar wordt geopend. De oorspronkelijke heilige poort uit 1070 werd zwaar gehavend door de brand van 1823 en is nu enkel te zien vanuit het interieur van de basiliek.

### Het middenschip en de zijschepen

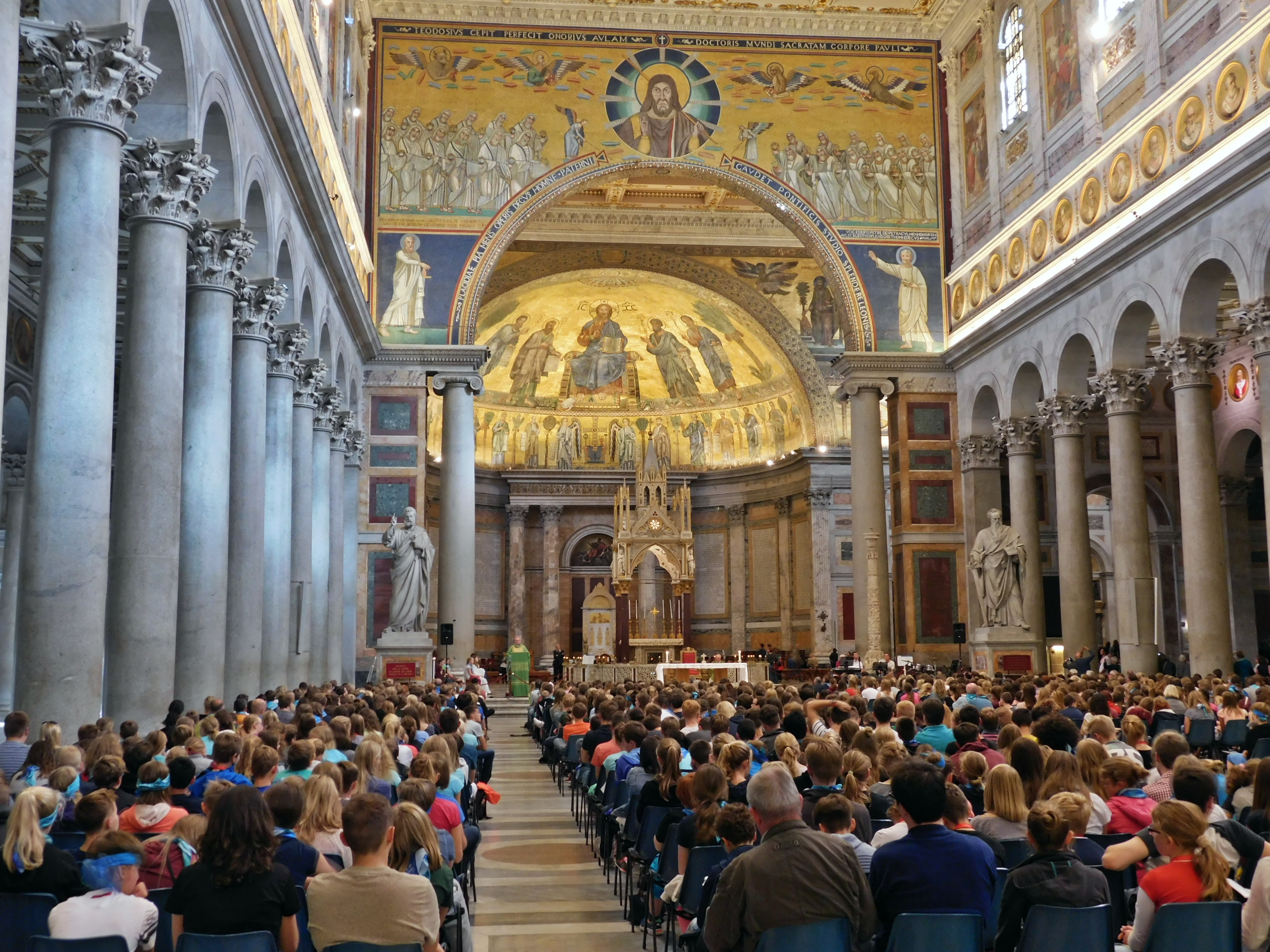
Het interieur van de basiliek.

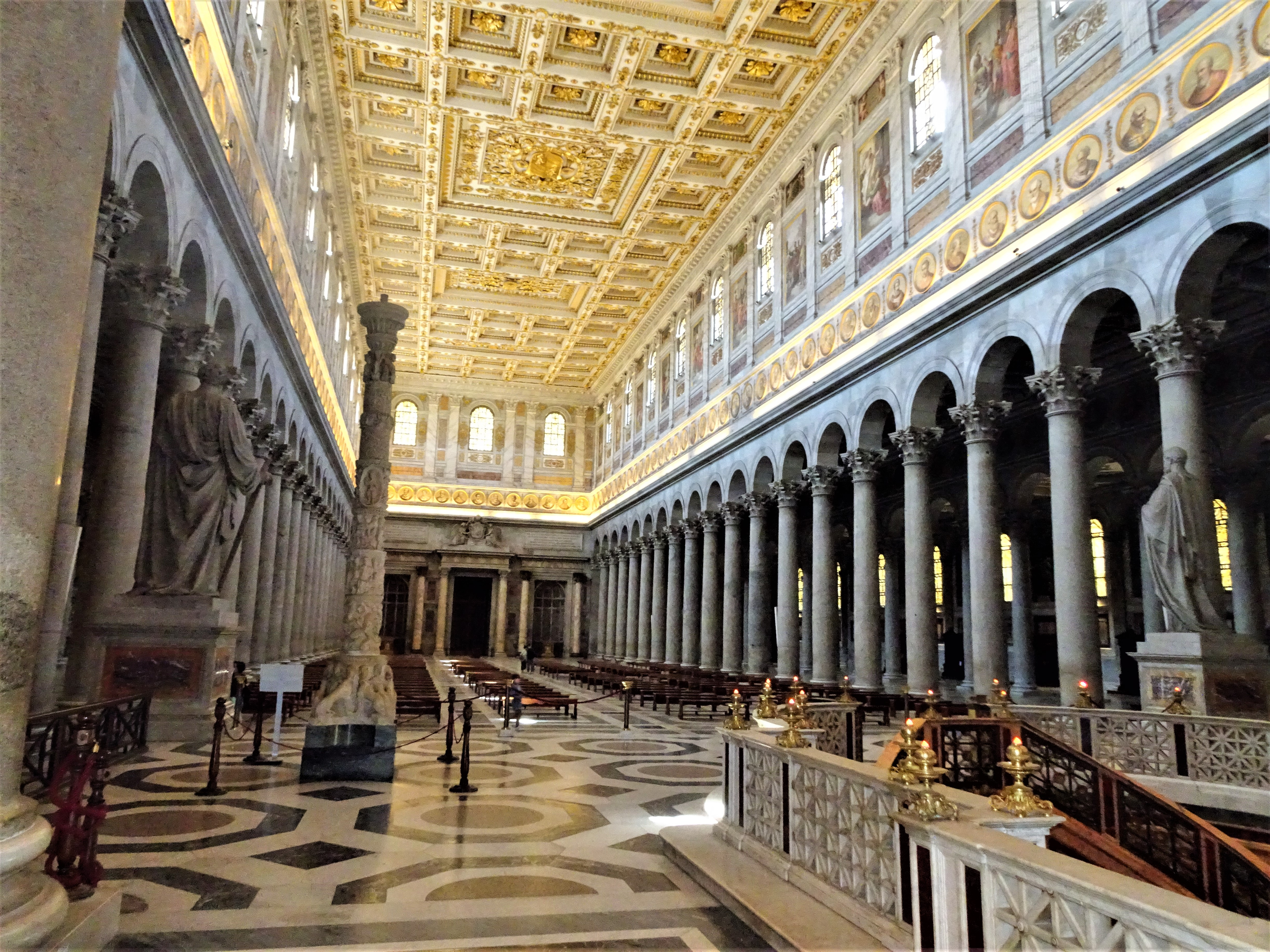
Het middenschip gezien vanaf de confessio.

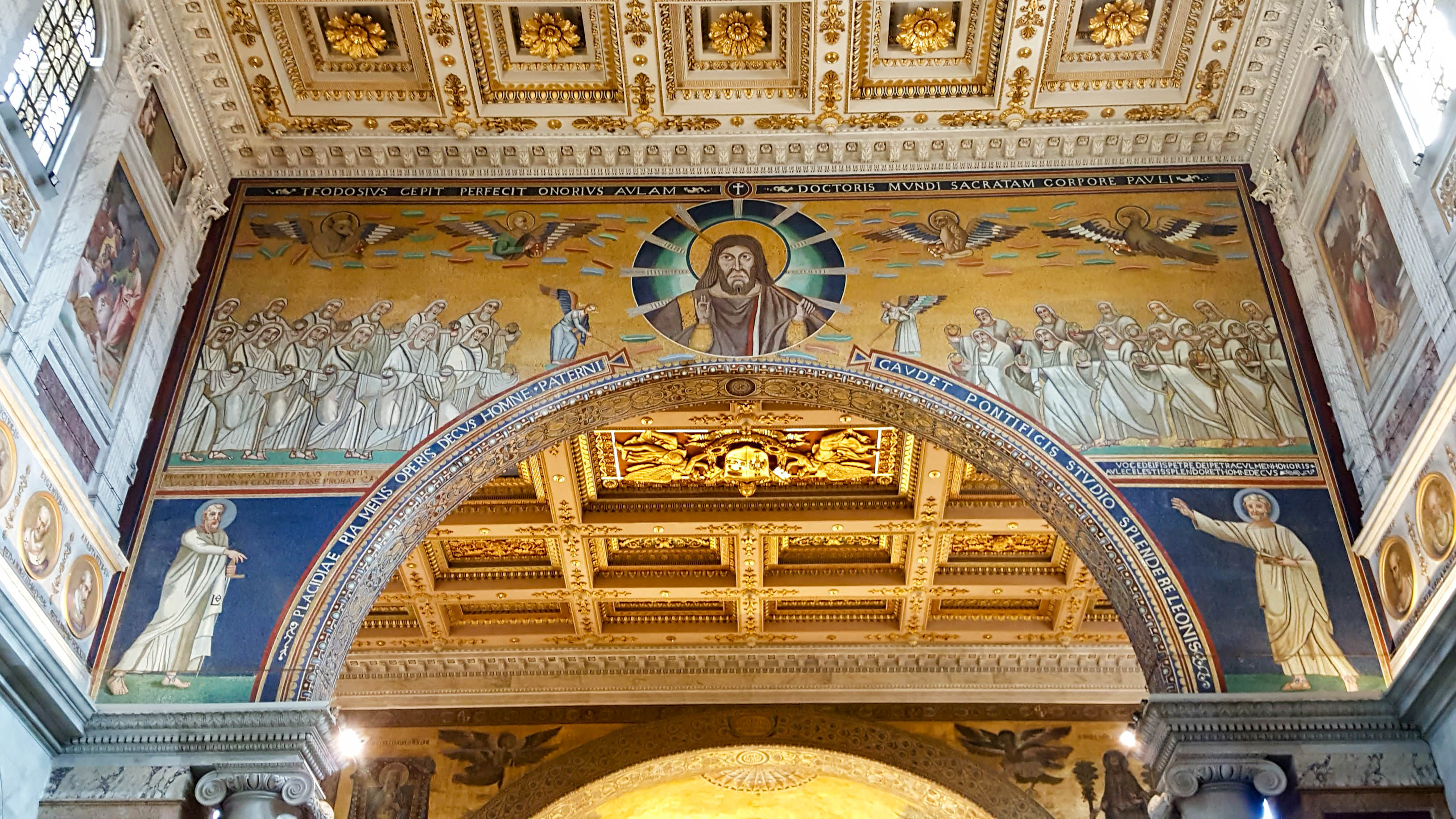
De triomfboog.

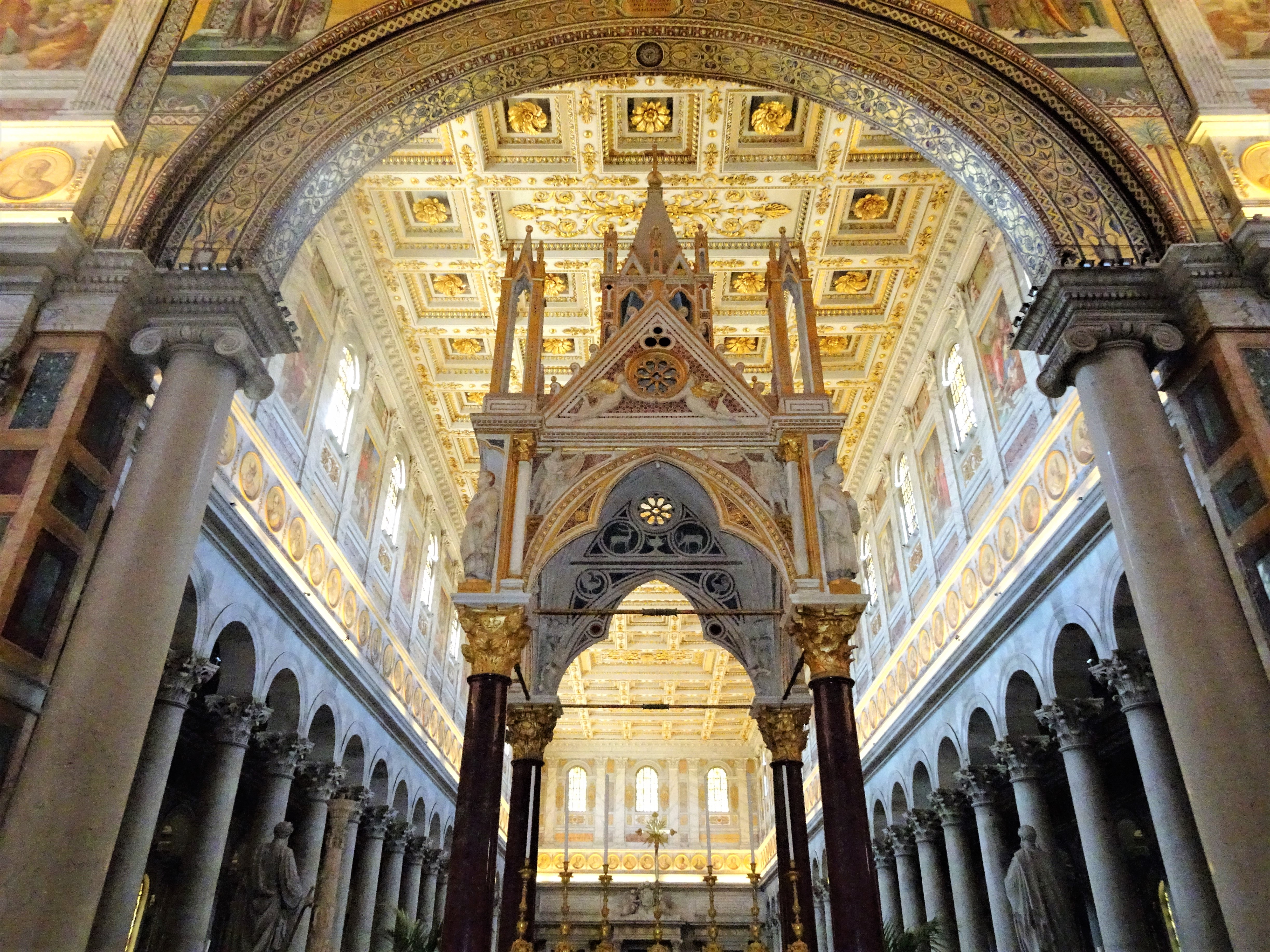
Baldakijn en middenschip.

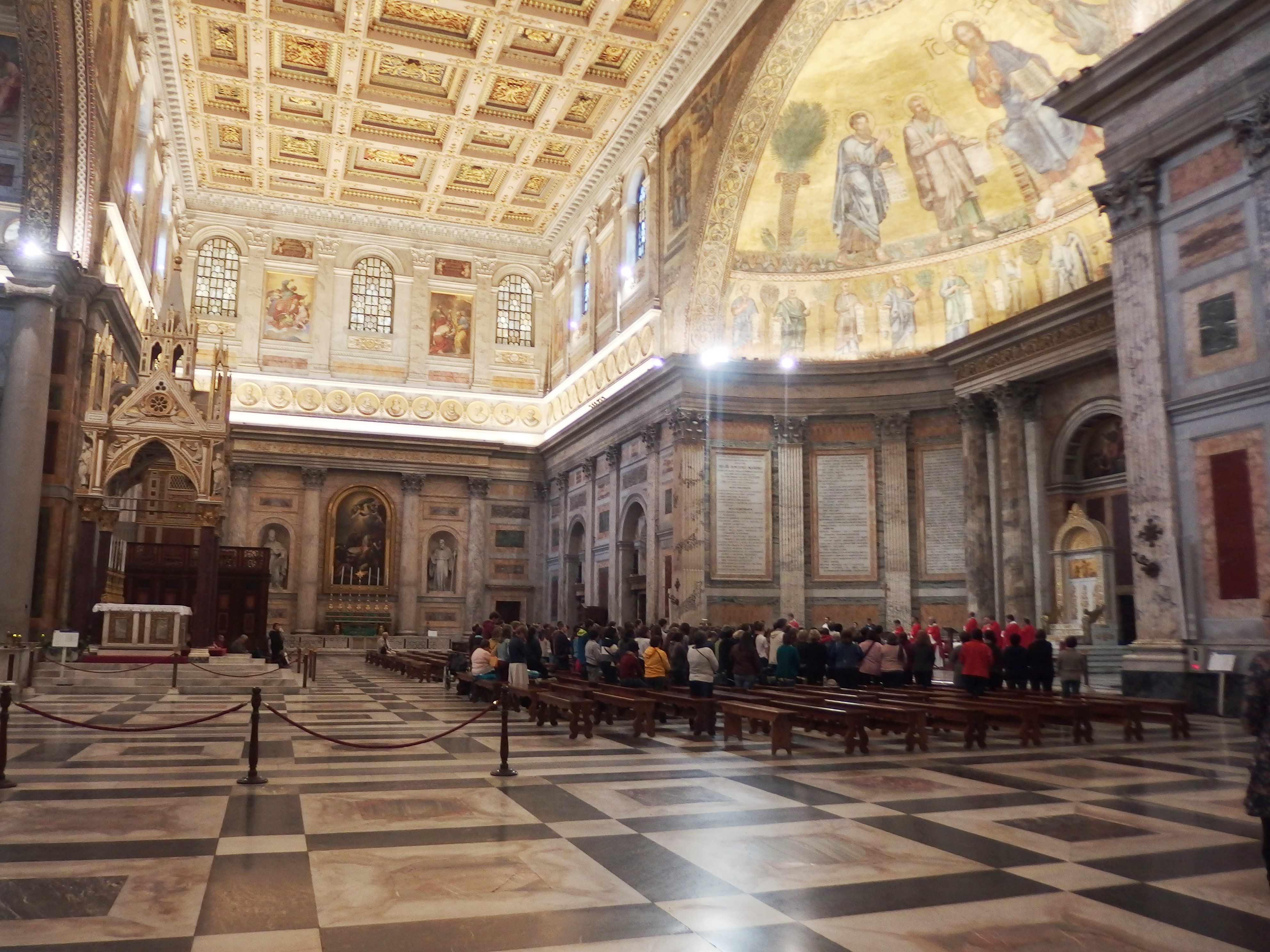
Transept.

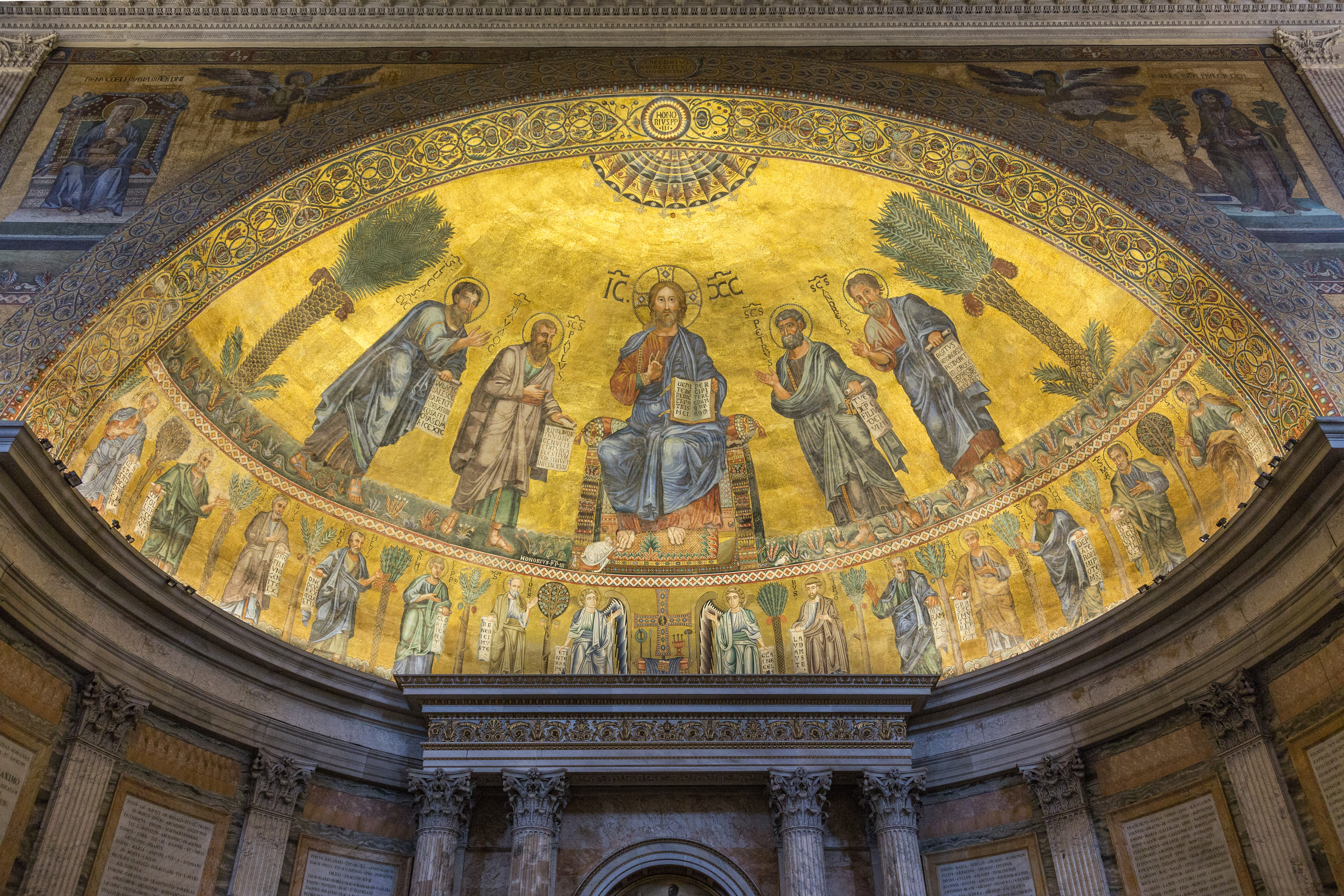
Apsis-mozaïek.

Het bouwplan is dat van een antieke basilica: het schip van de kerk is door 80 monolithische granieten zuilen ingedeeld in een hoog en breed middenschip (24,60 meter breed) en vier lagere, smallere zijschepen. Vooraan is een halfronde apsis. 
Tegen de binnenzijde van de gevel staan zes zuilen van albast die in 1843 aan de paus werden geschonken door de vicekoning Mohammed Ali van Egypte. Achteraan in het rechter zijschip zijn de bronzen en zilveren panelen te zien van de vroegere heilige poort die in het jaar 1070 in Constantinopel was gegoten door de Griek Staurachios van Skios. De 54 taferelen stellen scènes voor uit het leven van Christus, profeten, de evangelisten en de apostelen. Dit kunstwerk was te zwaar gehavend door de brand van 1823 om nog als zelfstandige poort te kunnen gebruiken, en werd daarom aangebracht aan de binnenzijde van de moderne heilige poort.
In het middenschip werd na de brand van 1823 het vergulde houten cassettenplafond in renaissancestijl aangebracht door paus Pius IX, zoals blijkt uit diens pauselijke wapenschild op de zoldering. Tussen de ramen van het middenschip loopt een cyclus van 36 negentiende-eeuwse fresco's over het leven van Sint Paulus. Deze kwamen er in 1857 in de plaats van de fresco's die Pietro Cavallini hier op het einde van de 13de eeuw had aangebracht. Hoewel die in 1823 gedeeltelijk gespaard waren door de brand, heeft men nadien beslist om die te verwijderen en te vervangen door een nieuwe frescocyclus.
De vensters zijn van albast, geschonken door koning Fouad I van Egypte. Ze vervangen de vroegere glas-in-loodramen die in 1891 waren verbrijzeld door de ontploffing van een kruitmagazijn in de omgeving van de basiliek.
Boven de zuilen loopt over heel de lengte van het middenschip, van de vier zijschepen en van het transept een fries met tondo's. Elke tondo toont de afbeelding in mozaïek van een van de 266 pausen die er tot op heden zijn geweest, gaande van Petrus tot Franciscus. Deze portrettenreeks werd aangevat in 1848-1876 en wordt aangevuld bij het aantreden van elke nieuwe paus. Hij vervangt de middeleeuwse reeks (aangevangen ten tijde van paus Leo de Grote, 440-461) in fresco, waarvan er nog 42 portretten bewaard zijn in het museum van deze basiliek. Enkel de pauselijke portretten vanaf de 16de eeuw kunnen als vrij gelijkend worden beschouwd.
Vooraan in het middenschip staan 19de-eeuwse beelden van de heiligen Petrus en Paulus. 
Naast het beeld van Sint Paulus staat de zware, 5,60 meter hoge paaskandelaar uit 1170; de namen van de kunstenaars zijn erop vermeld: Pietro Vassalletto en Nicolò di Angelo. Op het voetstuk figureren menselijke gedaanten en monsters met mensenhoofden. De schacht van de kandelaar is verticaal ingedeeld in zes stroken die scènes uit Christus' lijdensverhaal voorstellen: Jezus voor de hogepriester; Jezus voor Pilatus; de kruisiging; de verrijzenis. Bovenaan is de hemelvaart van Christus gevat in een mandorla die gedragen wordt door engelen.

### De triomfboog
De triomfboog vooraan in het middenschip is volledig bekleed met mozaïek. Het is een gerestaureerde en niet helemaal geslaagde herwerking van het originele mozaïek uit de tijd van paus Leo de Grote (440-461). De tekst eert paus Leo de Grote en verder keizer Theodosius die dit werk aanvatte in 386 en zijn zoon keizer Honorius die het verderzette, en Theodosius' dochter Galla Placidia die na de aardbeving van 442 de restauratie van het mozaïek bekostigde .
Centraal is de zegenende Christus afgebeeld in een aureool en omgeven door een stralenkrans. Bovenaan de symbolen van de vier evangelisten: de os van Lucas, de mens van Matteüs, de leeuw van Marcus en de arend van Johannes. Onderaan de 24 ouderlingen uit de Apocalyps. In de zwikken staan de twee voornaamste heiligen met hun traditionele attributen: Petrus met de sleutels wijst Christus aan, en Paulus met het zwaard wijst zijn graf onder het altaar van deze basiliek aan. Boven hun hoofden bezingt een distichon de lof van beide heiligen.

### Het altaar en de confessio
Het altaar bevindt zich boven het graf van Sint Paulus: een ruwe marmeren sarcofaag van 2,55 × 1,25 × 0,97 meter groot. Gelovigen kunnen dit graf aanbidden in de open confessio die vanuit het middenschip afdaalt naar de nis waar ze het graf kunnen zien achter een rooster. De originele marmeren grafplaat bevond zich 1,37 meter onder het altaar maar wordt nu bewaard in het museum naast de kloosterrondgang naast de basiliek. De erop aangebrachte Latijnse tekst "Paulo apostolo mart[yri]", d.w.z. "voor de apostel Paulus, martelaar" wordt paleografisch gesitueerd in de 4de eeuw.
Het altaar is overdekt met een prachtig gebeeldhouwd gotisch baldakijn, werk van Arnolfo di Cambio en een niet nader genoemde Pietro uit 1285. Vier zuilen van porfier dragen een fijn bewerkte structuur van verguld marmer. Op de hoeken staan beelden van de heiligen Petrus, Paulus, Lucas en Timoteus. Naast hen, in de zwikken rondom de bogen, zijn vier scènes uitgebeeld in reliëf: Adam en Eva na de zondenval; Kaïn en Abel; Constantijn en Theodosius; de toenmalige abt Bartholomeus die het baldakijn aanbiedt aan Sint Paulus. In de vier timpanen erboven lijken zwevende engelen de vergulde roosvensters te dragen. Het dak van het baldakijn draagt een miniatuur-klokkentoren die is omgeven door vier fijne pinakels. De binnenzijde van het baldakijn vertoont dierenmotieven uitgesneden in zwart en wit marmer.

### Het transept
Het transept of dwarsschip is nagenoeg even breed als het middenschip en de vier zijschepen samen. Het vergulde cassettenplafond is rijkelijk versierd en draagt de wapenschilden van pausen uit de 19de eeuw.
Op beide uiteinden van het dwarsschip staan altaren, gedecoreerd met malachiet en lapislazuli: edelgesteenten die na de brand van de basiliek werden geschonken door tsaar Nicolaas I van Rusland. Aan weerszijden van de apsis zijn twee kapellen: links voor Sint Stefanus en voor het Allerheiligste Sacrament; rechts voor de heiligen Laurentius en Benedictus.
In het rechter transept staat een merkwaardig 19de-eeuws wijwatervat: een duivel scheert zich weg als hij ziet dat het kindje zijn hand in het wijwater doopt.

### De apsis
Het transept wordt gedomineerd door de apsismozaïek. Centraal zetelt de zegenende Christus op een rijkelijke troon. Links van hem staan de heiligen Lucas en Paulus, rechts Petrus en Andreas; aan de uiteinden palmbomen. De kleurrijke waaier boven Christus' hoofd stelt het paradijs voor. In Zijn handen houdt Hij een boek met een Latijnse tekst die verwijst naar het Laatste Oordeel: "Komt, gezegenden van mijn Vader; ontvangt het rijk dat voor jullie is bereid sinds de stichting van de wereld." Paus Honorius III, die dit mozaïek liet aanbrengen, is uit nederigheid in erg kleine afmetingen voorgesteld terwijl hij knielt voor de voeten van Christus. Op de strook onderaan staat centraal Christus' lege troon met het Kruis en de werktuigen van zijn kruisdood; daarnaast staan twee engelen en verder 10 van de apostelen, aangevuld met Barnabas en de evangelist Marcus.
Dit mozaïek werd in de 13de eeuw vervaardigd door Venetiaanse kunstenaars die werkten in de Byzantijnse mozaïekstijl. Dit blijkt o.a. ook uit de Griekse letters IC HC, afkorting van Ἰησοῦς Χριστός (Jezus Christus) waarmee Hij traditioneel wordt aangeduid. De Byzantijnse stijl werd onvoldoende gerespecteerd bij de restauraties in de 16de tot 18de eeuw.  
Op de boog rondom de apsis zijn gerestaureerde (en daarbij gemodifieerde) fragmenten van de mozaïeken van Pietro Cavallini aangebracht die oorspronkelijk de voorgevel van de basiliek sierden. Links van de apsis Maria met Kind; rechts ervan de evangelist Johannes die paus Johannes XXII zegent. Andere fragmenten van Cavallini's mozaïek zijn aangebracht op de zijde van de triomfboog die naar de apsis toe is gericht: de zegenende Christus; de apostelen Petrus en Paulus, en de symbolen van de evangelisten Lucas en Marcus.
Onderaan in de apsis staat de 19de-eeuwse pauselijke cathedra van verguld marmer. 

### Klokkentoren en pronaos
Aan de oostelijke buitenzijde van de basiliek, aan de Via Ostiense, staat de 19de-eeuwse klokkentoren; door zijn uitzicht lijkt hij eerder op een vuurtoren dan op de traditionele middeleeuwse campanile's die we elders in Rome aantreffen. De oorspronkelijke romaanse klokkentoren van deze basiliek flankeerde het linker zijschip, maar stortte in bij de aardbeving van 1348.
Ter hoogte van het linker dwarsschip werd in de 19de eeuw aan de noordelijke buitenzijde een pronaos opgetrokken, "Gregoriaanse portiek" genoemd naar paus Gregorius XVI (1831-1846). Twaalf marmeren zuilen zijn afkomstig van de zijschepen van de oude basilica.

## Het klooster

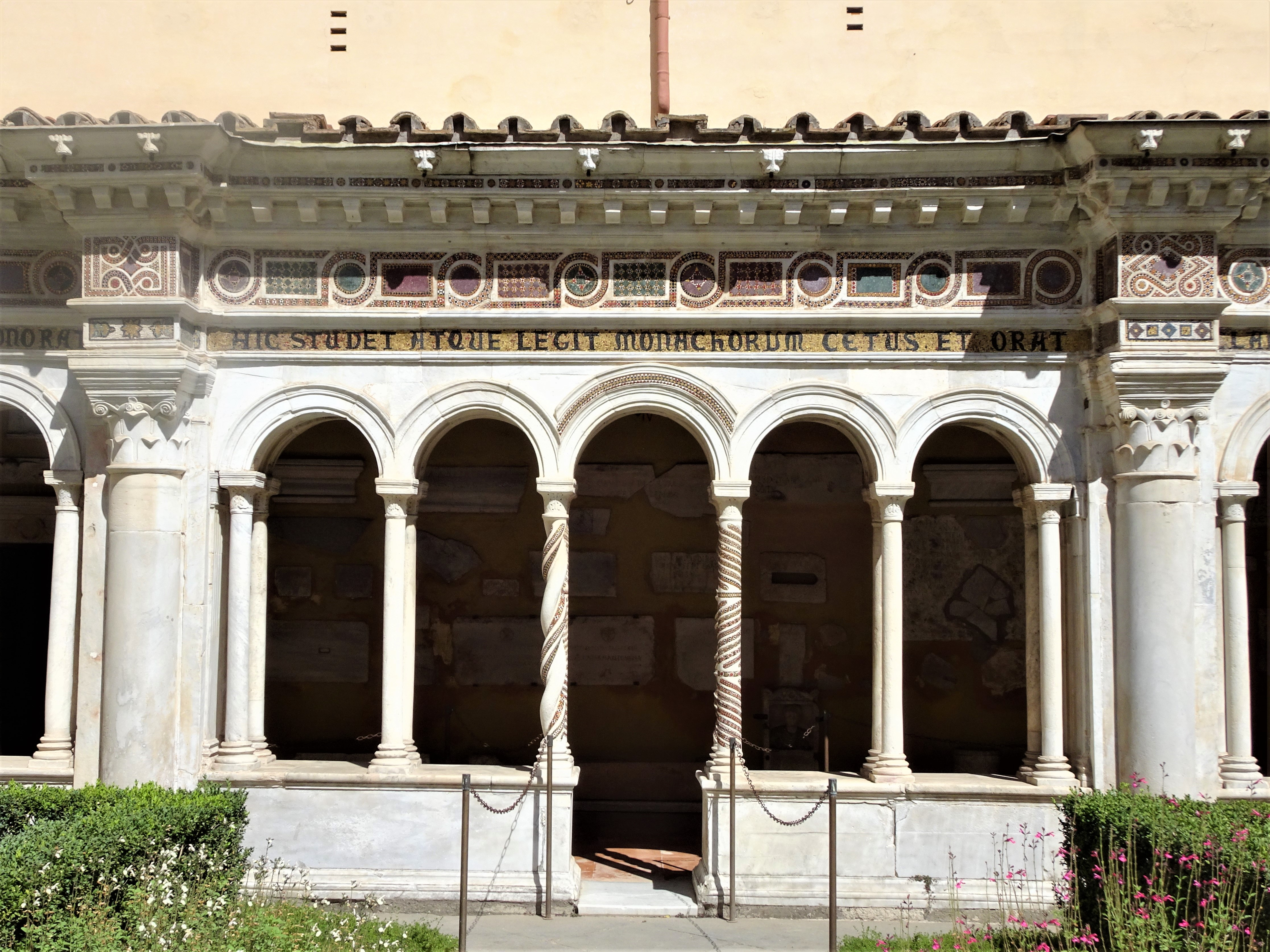
Deel van de kloosterrondgang.

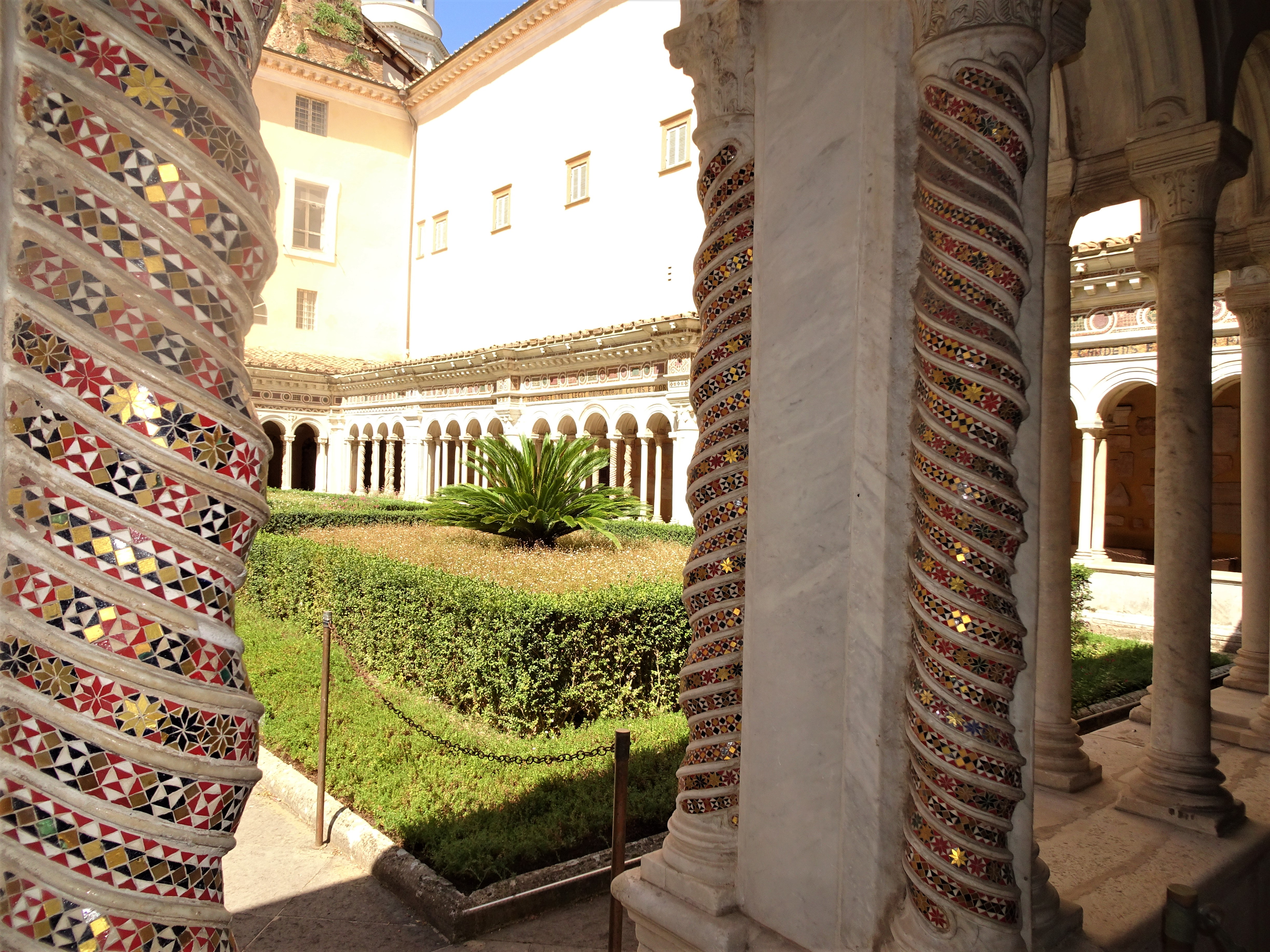
Deel van de kloosterrondgang.

### De kloostergemeenschap
Reeds onder paus Gregorius de Grote (590-604) was er een kloostergemeenschap bij deze basiliek. In het begin van de 8ste eeuw heeft paus Gregorius II (715-731) de verschillende kloosters die rondom de basiliek lagen verenigd in één enkele benedictijner abdij. Hildebrand, de latere paus Gregorius VII, was er monnik en vanaf ongeveer 1057 ook abt.
Deze abdij was tot in 2005 een territoriale abdij, wat inhoudt dat ze de functie had van een bisdom, dat haar abt heeft de juridische bevoegdheid van een bisschop had en deel uitmaakt van de lokale bisschoppenconferentie, maar geen wijdingsbevoegdheid had. Sinds 2005 is het een gewone abdij. Sindsdien berust de juridische bevoegdheid over de basiliek bij een aartspriester, zoals ook het geval is voor de drie andere pauselijke basilieken in Rome. De benedictijner monniken verzorgen nog steeds de liturgie in deze basiliek, en hun abt is de vicaris van de aartspriester voor de pastoraal. 
Evenals de basiliek is de abdij extraterritoriaal grondgebied van de Heilige Stoel.

### De kloosterrondgang
Aan de zuidzijde van het rechter transept van de basiliek ligt een middeleeuwse kloosterrondgang. Deze is aan de vier zijden omgeven door dubbele zuiltjes in gevarieerde vormen: rond, achthoekig, of spiraalvormig. De zuilen dragen fijn bewerkte kapitelen en zijn per twee verbonden door een rondboog. De kostbaarste exemplaren zijn in cosmatenstijl volledig belegd met kleine stukjes veelkleurig marmer en glaspasta, afgewisseld met bladgoud. De kapitelen vertonen een variatie aan bloemen, palmetten en koppen van leeuwen, wolven en monsters enzovoort.
Aan de binnenzijde van de kloosterrondgang loopt boven de zuiltjes over drie zijden een Latijnse tekst, aangebracht in sierlijke blauwe letters op gouden achtergrond; in hexameters looft hij het belang en de geschiedenis van deze kloostertuin. Daarboven loopt een fries die eveneens in cosmatenwerk is belegd met veelkleurig marmer in rustige geometrische motieven. Deze rondgang werd gebouwd in 1205-1240 en wordt toegeschreven aan vader en zoon Vassalletto, architecten en marmerbewerkers. Men vermoedt dat zij zowel deze kloosterrondgang bij de Sint-Paulus buiten de Muren als die bij de Sint-Jan van Lateranen hebben vervaardigd, daarbij geholpen door vele kunstenaars en steenkappers.
In de omliggende gangen is een lapidarium ondergebracht, met onder andere  archeologische resten van de eerste "Constantiniaanse" Sint-Paulusbasiliek en met fragmenten van sarcofagen afkomstig van de begraafplaats langs de Via Ostiensis waar ook Paulus was begraven.
Bij de kloosterrondgang sluit de "sala delle reliquie" aan, waar waardevolle religieuze voorwerpen worden bewaard. Onder andere de originele afdekplaat (2,12 m. x 1,27 meter)  van het graf van Paulus uit de vierde eeuw is hier te zien. Het klooster bezit een zeer rijke bibliotheek: de antieke collectie telt meer dan 10.000 volumes uit de 15de tot 17de eeuw; de moderne bibliotheek telt er meer dan 100.000. Deze bibliotheek kan niet worden bezocht.

## Giovannopoli
Nadat de Saracenen waren verdreven uit de omgeving van Rome, liet paus Johannes VIII omstreeks 880 de basiliek van Sint-Paulus buiten de Muren, het bijbehorende klooster en de aanpalende kleine nederzetting verdedigen met een ommuring; dit naar het voorbeeld van de ommuring die paus Leo IV had laten oprichten rond de Sint-Pietersbasiliek. Deze vesting bij de Sint-Paulusbasiliek werd later Giovannipoli (ook Giovannopoli) genoemd, naar de Italiaanse naam van paus Johannes VIII.
Deze nederzetting werd vernield door de zware aardbeving van 1348, en werd dan verlaten.

## Archeologische zone
In 2008-2009 werden naast de basiliek werken uitgevoerd, waarbij fundamenten zijn aangetroffen van constructies uit de 8ste tot de 15de eeuw: werkplaatsen, een portiek en wellicht ook delen van het voormalige vrouwenklooster gewijd aan de heilige Stefanus. Deze archeologische site ligt onder de souvenirshop rechts van de basiliek en kan sinds 2013 worden bezocht .

## Wetenswaardigheden
- Het aantal tondo's is niet onbeperkt: onder paus Johannes Paulus II (1978-2005) waren er nog maar drie vrij. Wanneer ze allemaal bezet zullen zijn, zal volgens de legende Christus terugkeren op aarde of, volgens een andere versie van de legende, zal dat het einde zijn van de katholieke Kerk. Ondertussen zijn er bijkomende tondo's aangebracht; na Franciscus (2013-2025) zijn er nog 25 vrij.
- Paus Pius IX had de inwijding van de herbouwde basiliek in aanwezigheid van talrijke kardinalen en bisschoppen op 10 december 1854 laten voorafgaan door zijn afkondiging van het dogma van de Onbevlekte Ontvangenis van Maria twee dagen voordien.
- Op 25 januari 1959, amper drie maanden na zijn troonsbestijging, kondigde paus Johannes XXIII het Tweede Vaticaans Concilie aan tijdens een bezoek aan de Sint-Paulus buiten de Muren.
- In 1964 werd de Nederlandse prinses Irene in deze kerk gedoopt door kardinaal Alfrink. Deze feitelijke herdoop leidde tot veel beroering in de Nederlandse samenleving.
- In 2007 heeft paus Benedictus XVI (2005-2013) in deze basiliek het "Jaar van Paulus" aangekondigd, dat de 2000ste verjaardag van de geboorte van deze apostel herdacht en gehouden werd van 28 juni 2008 tot 29 juni 2009.
- In 2012 werd op het extraterritoriale grondgebied van de basiliek en de abdij een bijkomende afdeling opgericht van het belangrijke kinderziekenhuis Bambino Gesù, eigendom van de Heilige Stoel.

## Afbeeldingen

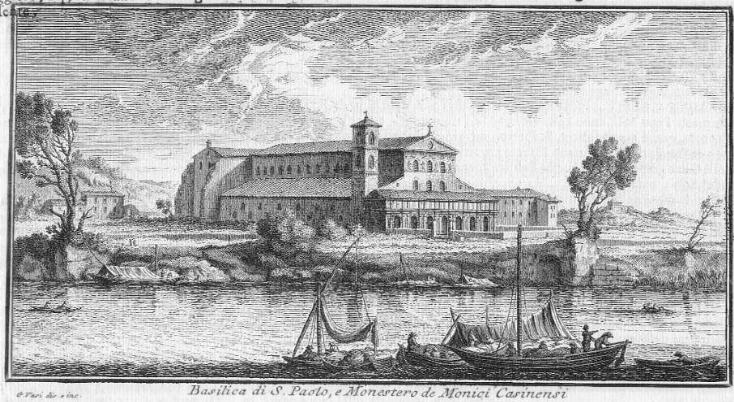
Schets van Giuseppe Vasi (18de eeuw): de basiliek gezien vanaf de overzijde van de Tiber.
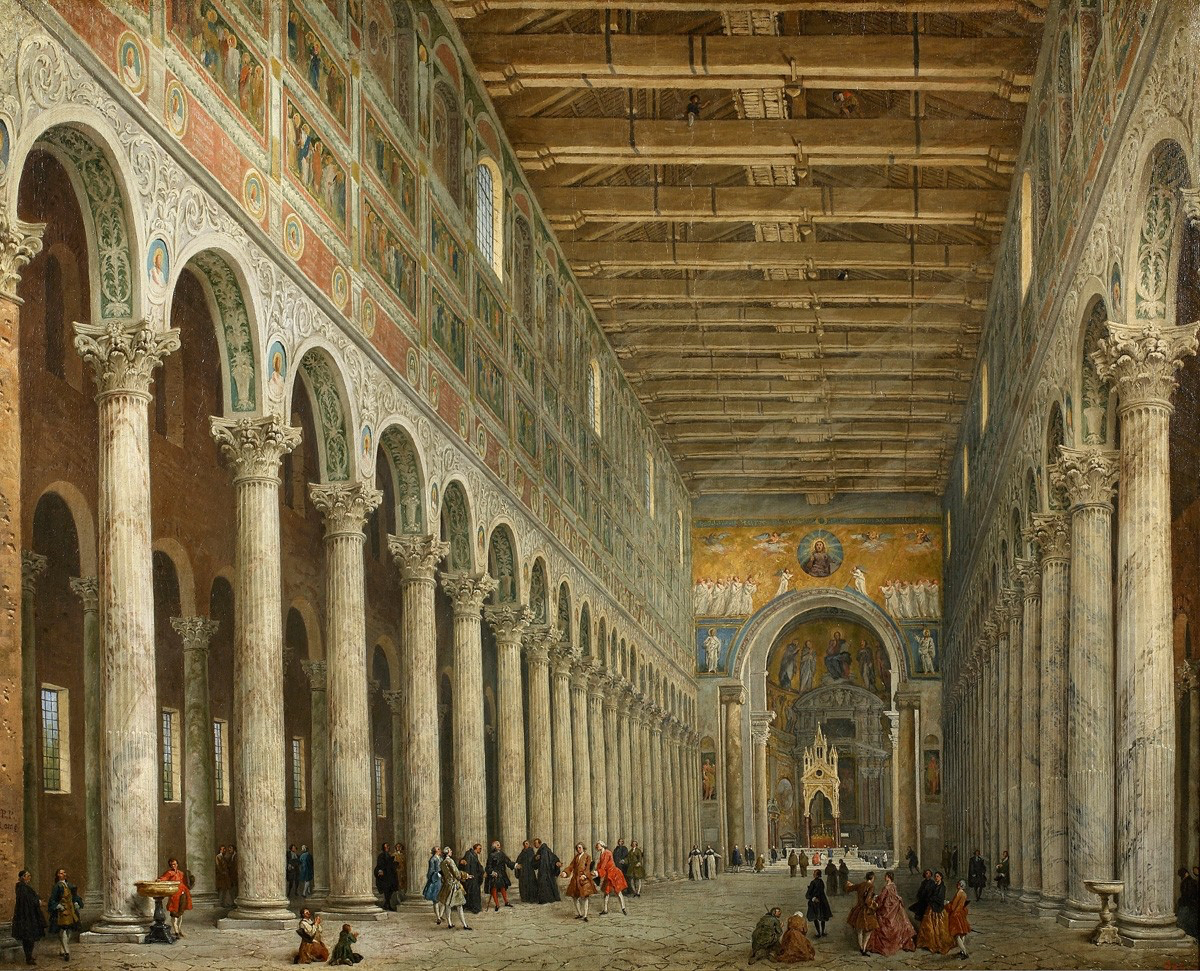
Interieur van de basiliek, tekening van Giovanni Paolo Pannini (18de eeuw).
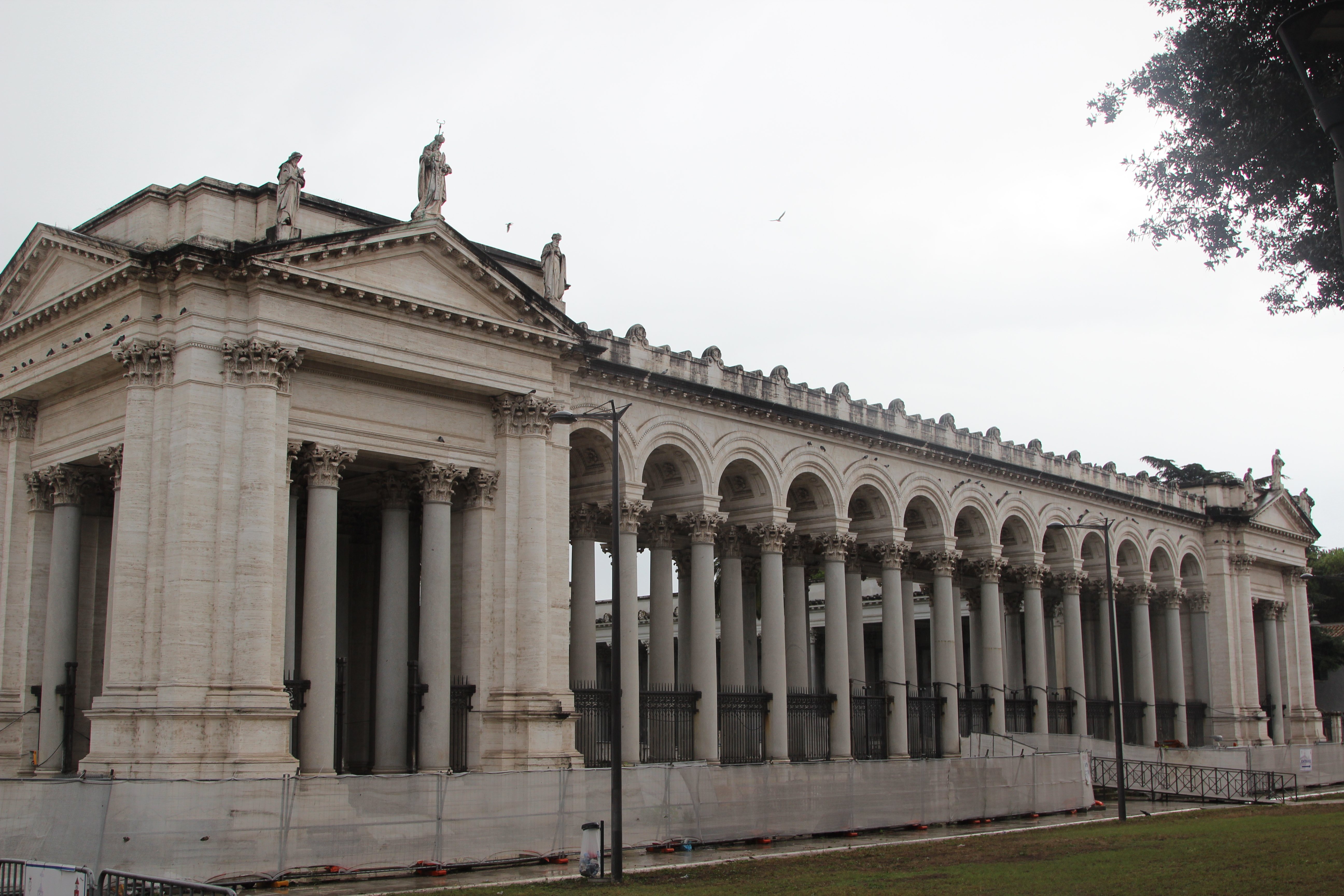
De westelijke buitenzijde (ingang) van het atrium.
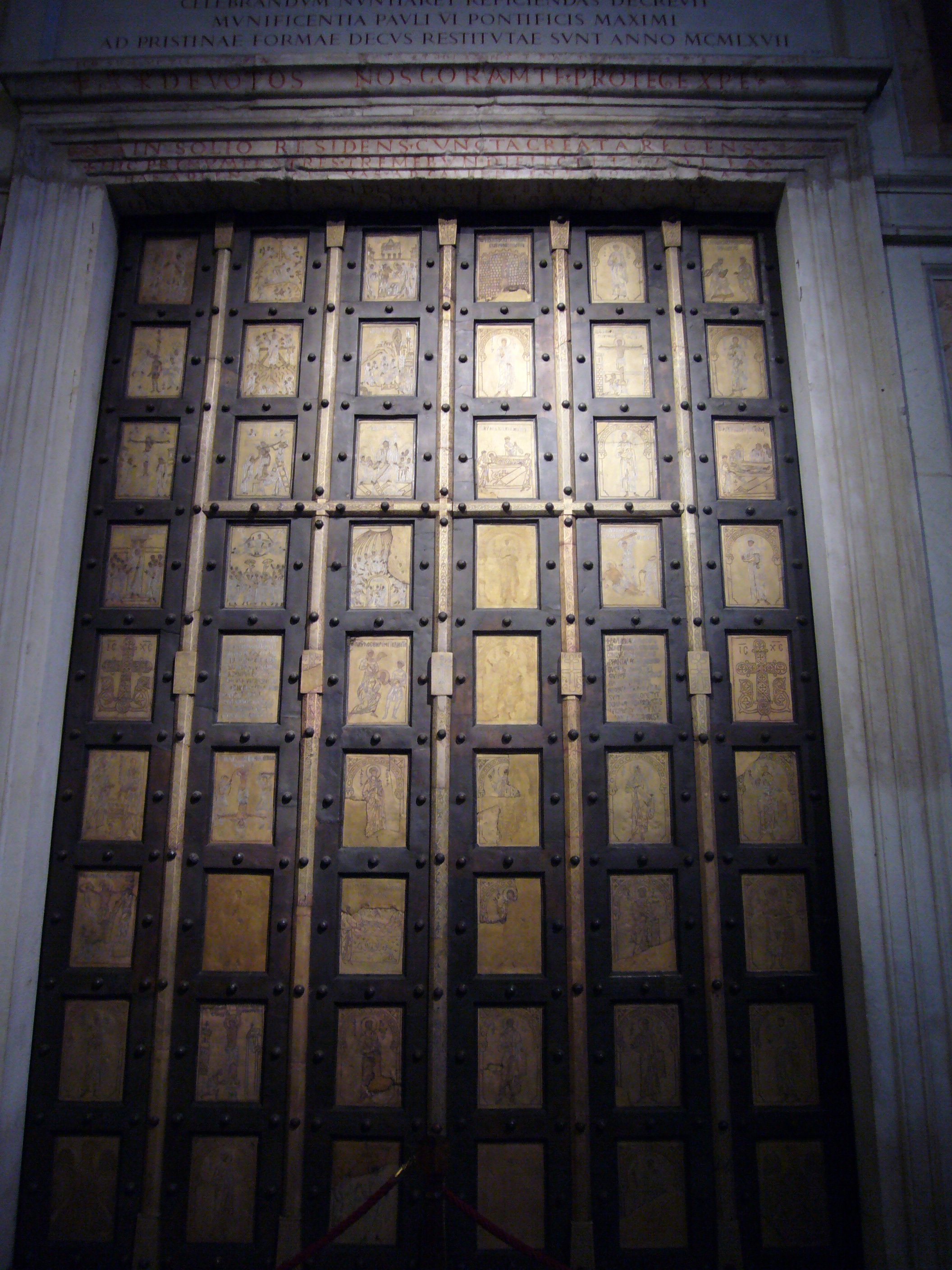
De Byzantijnse poort uit 1070, gezien vanuit het interieur.
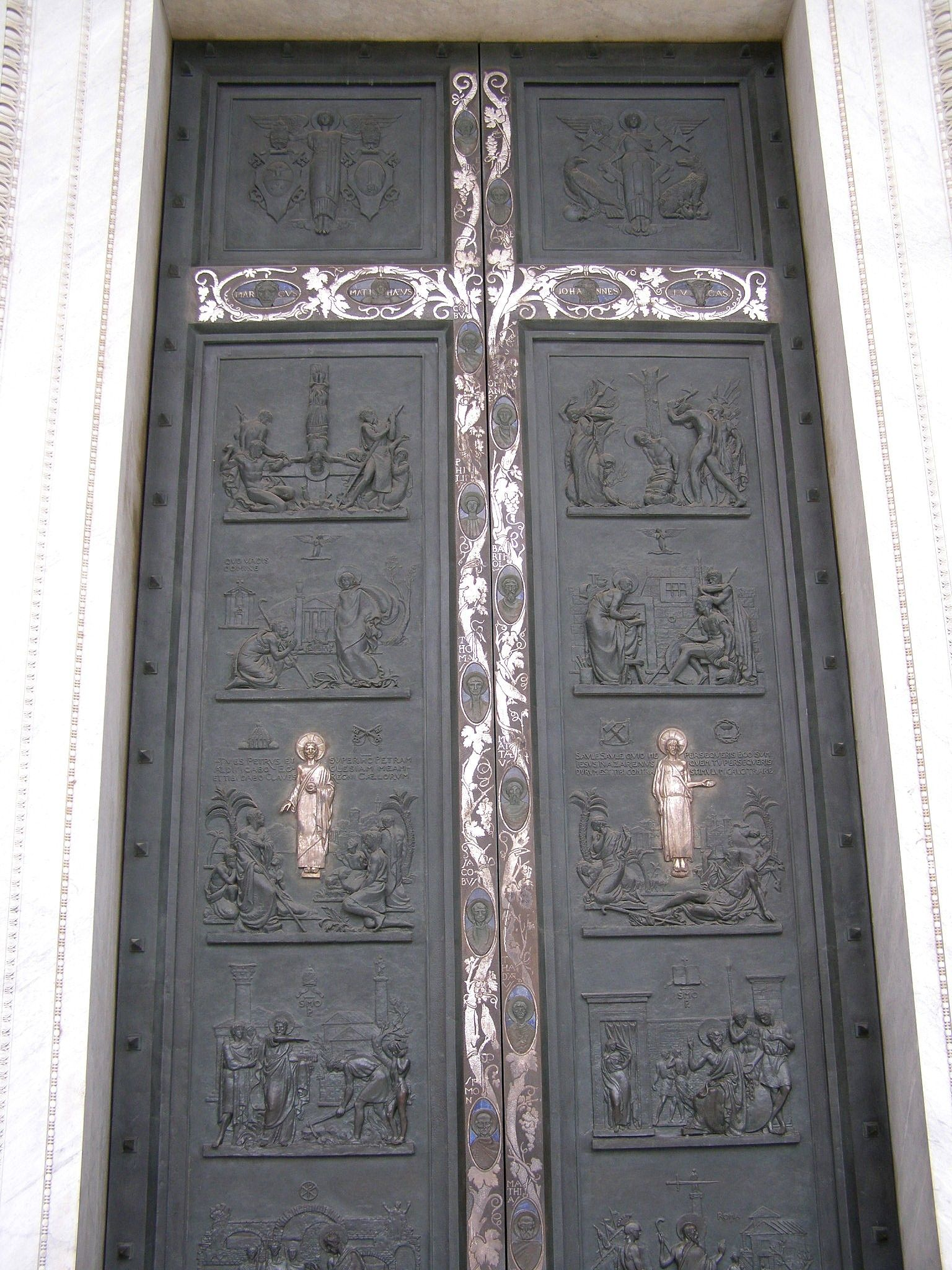
De poort van Maraini.
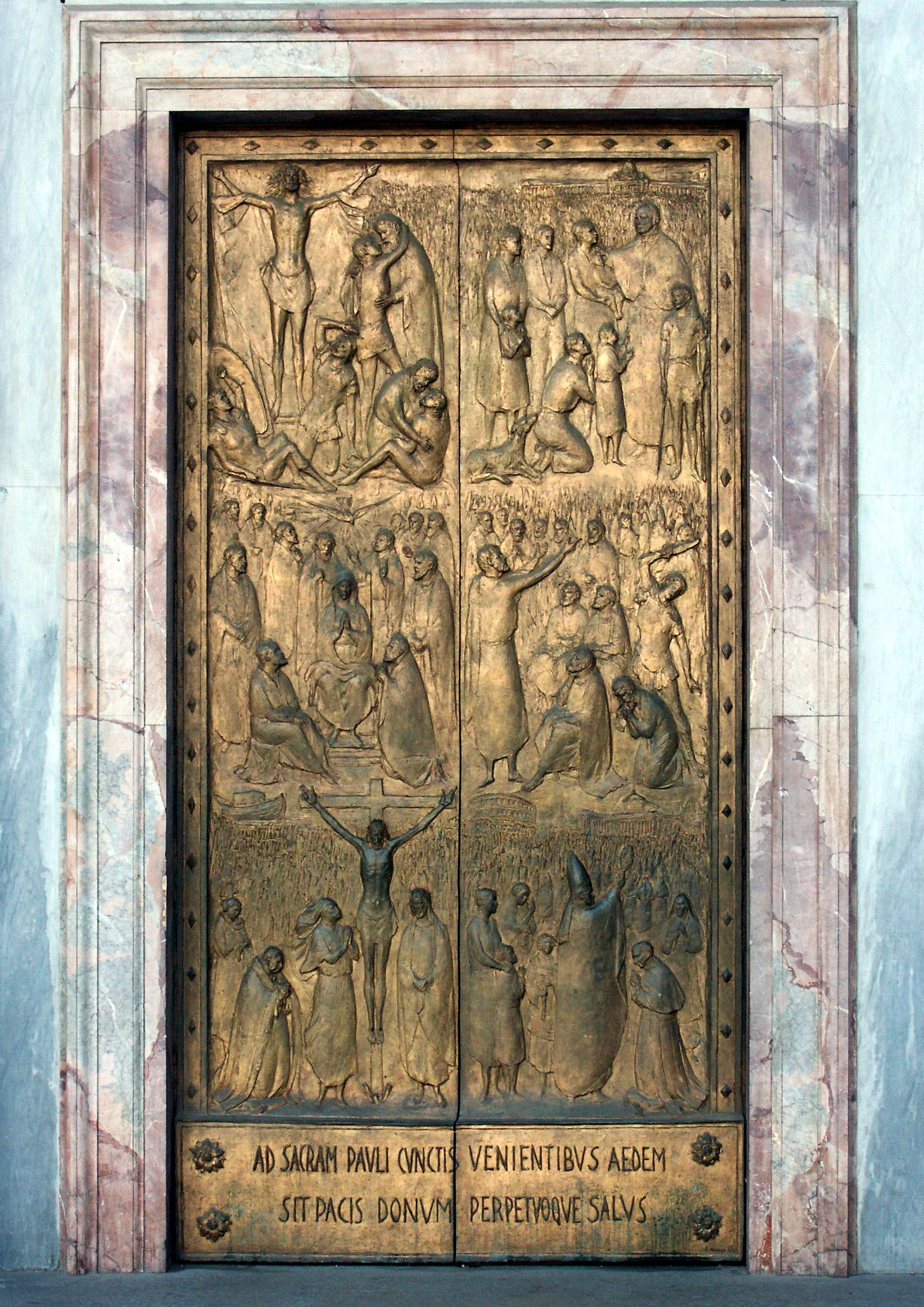
De heilige poort.
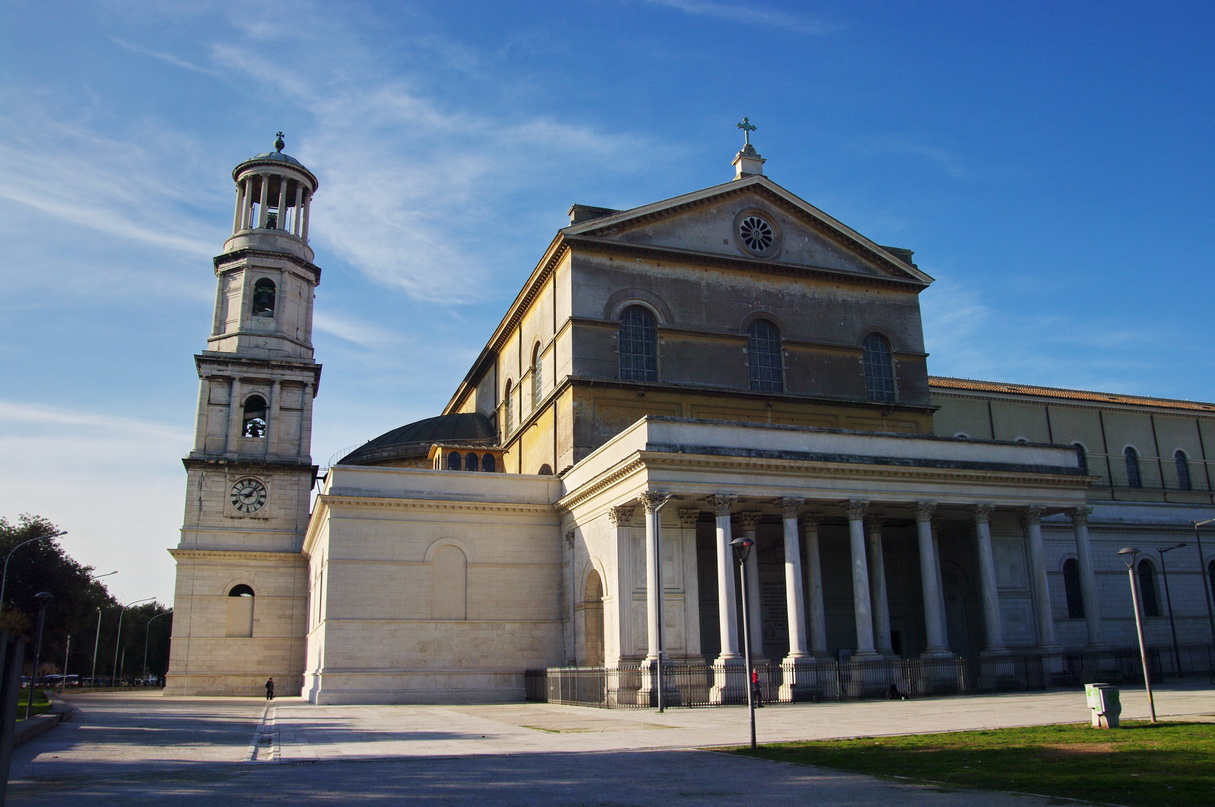
De campanile aan de Via Ostiense en de pronaos aan de noordzijde van het transept.
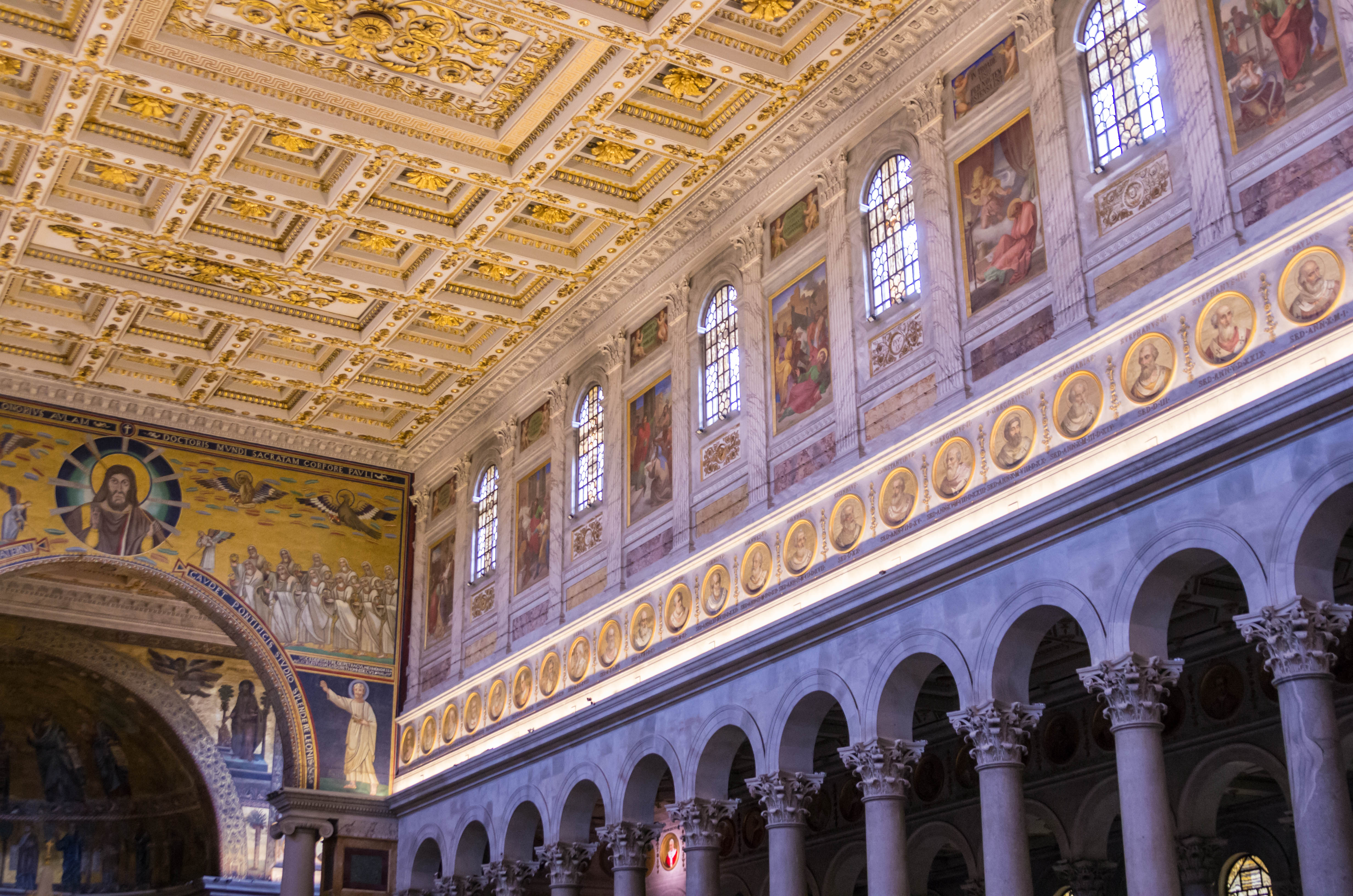
De zoldering, de frescocyslus en de tondo's met de afbeeldingen van de pausen.
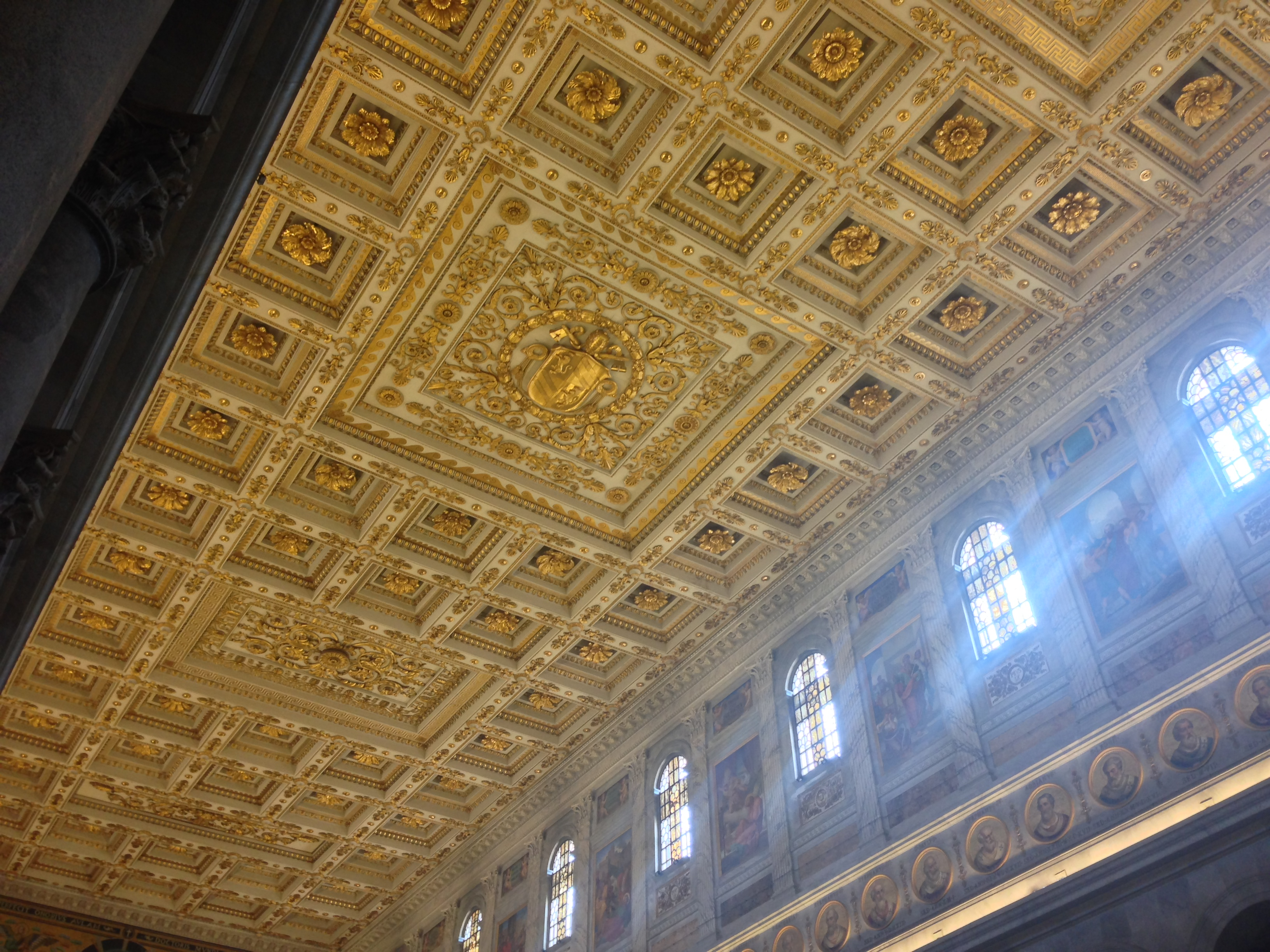
De zoldering met het wapenschild van paus Pius IX.
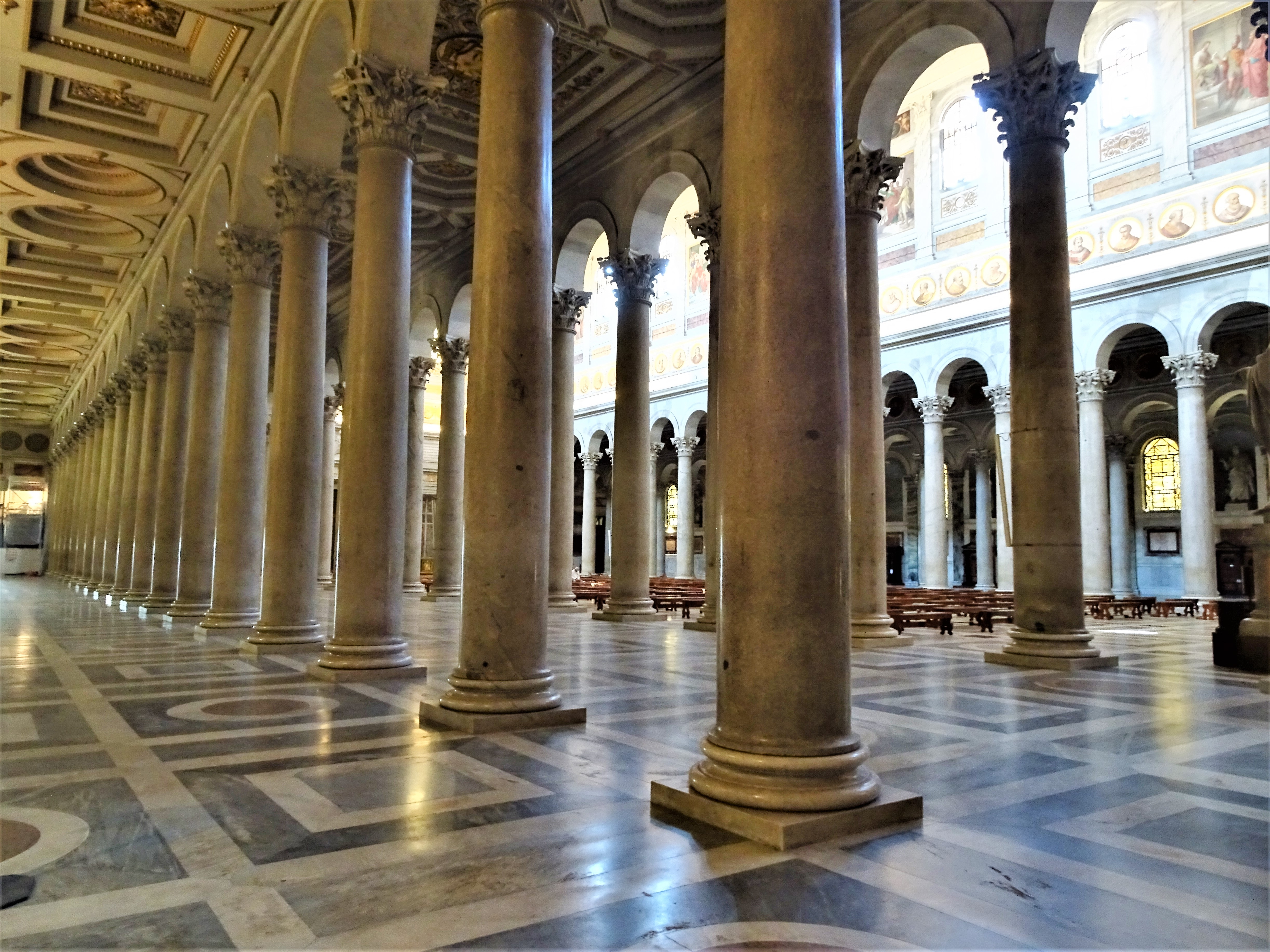
De zuilen van het middenschip en de 4 zijschepen.
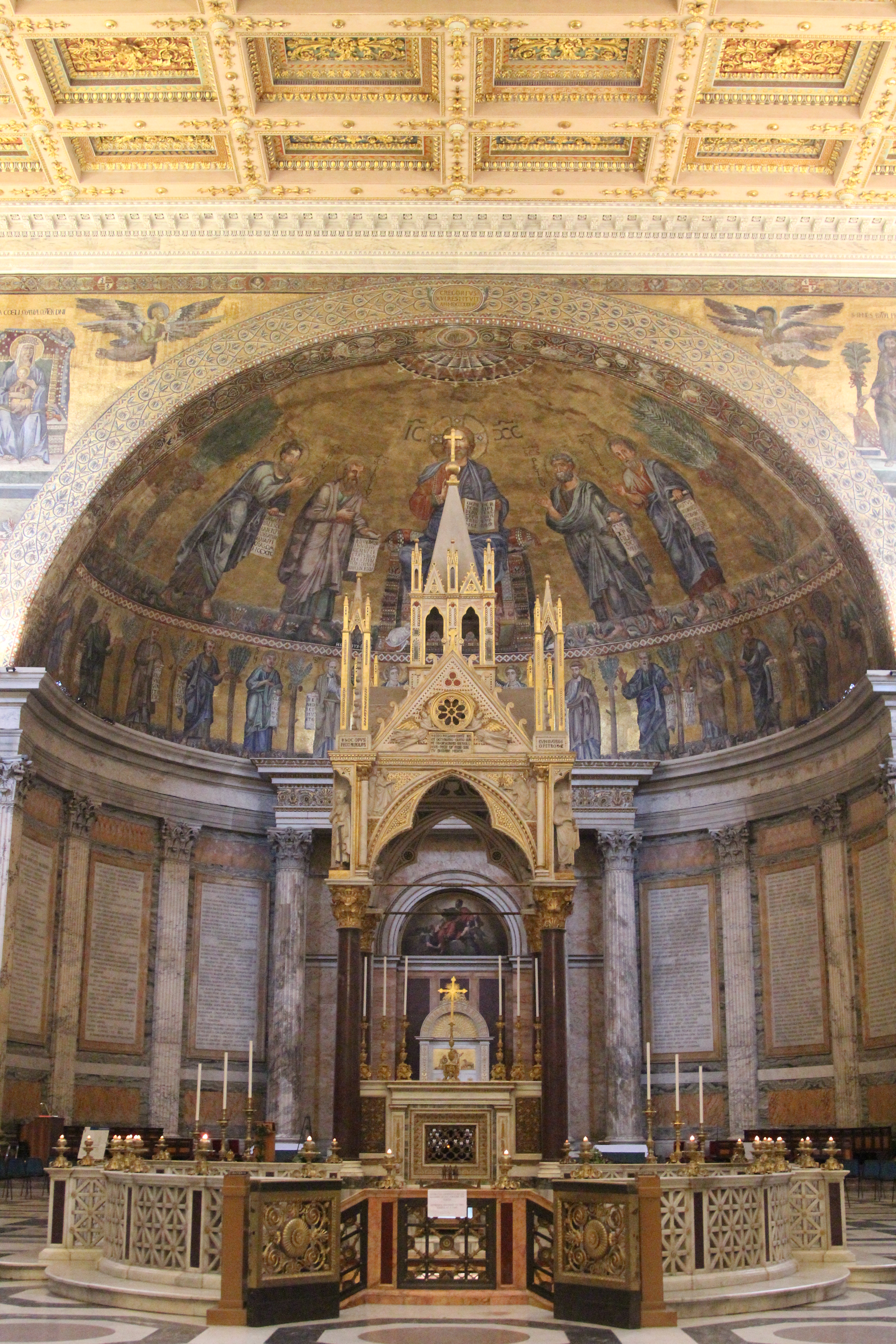
Het tabernakel en de apsis.
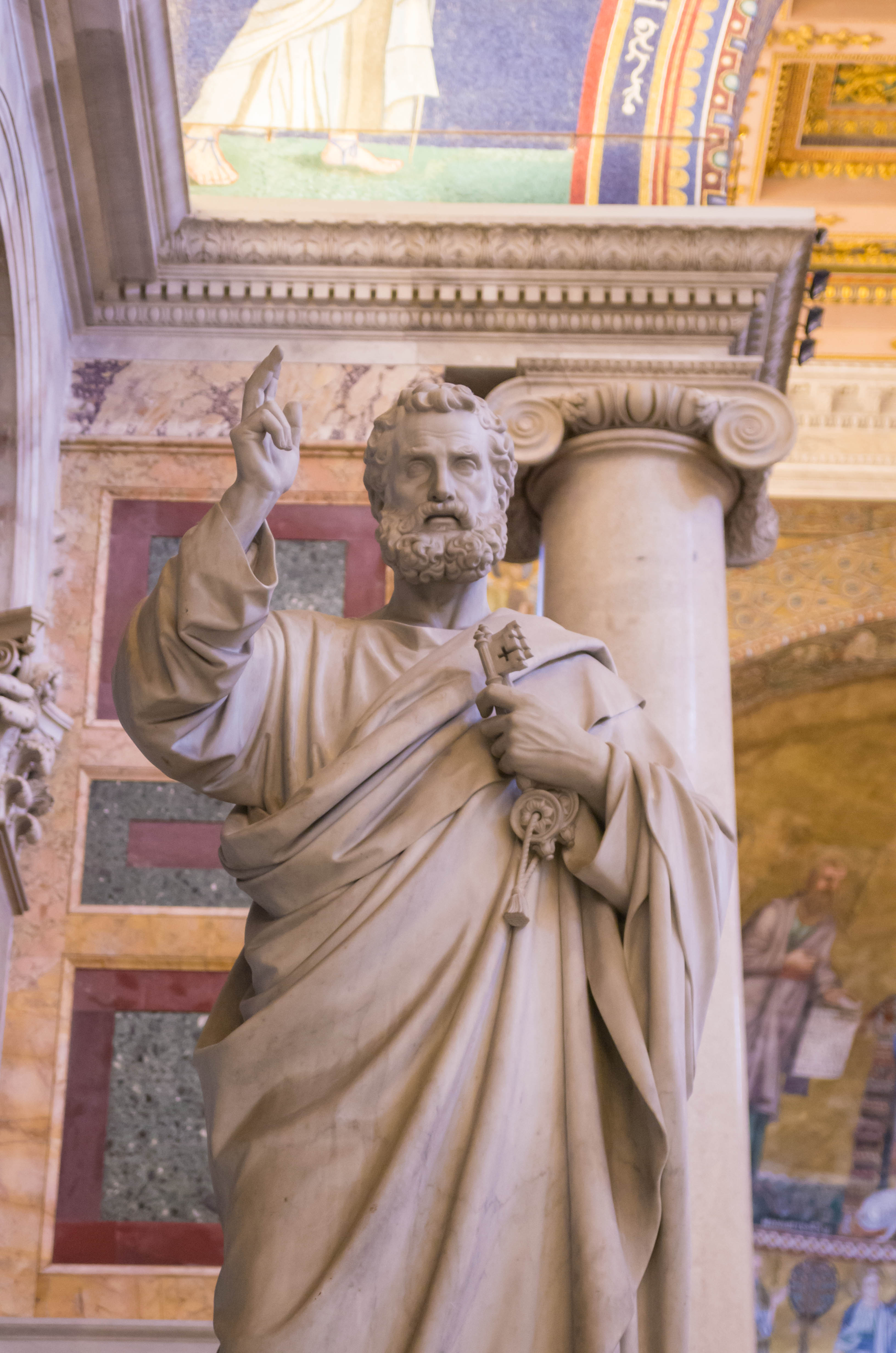
Beeld van Sint Petrus.
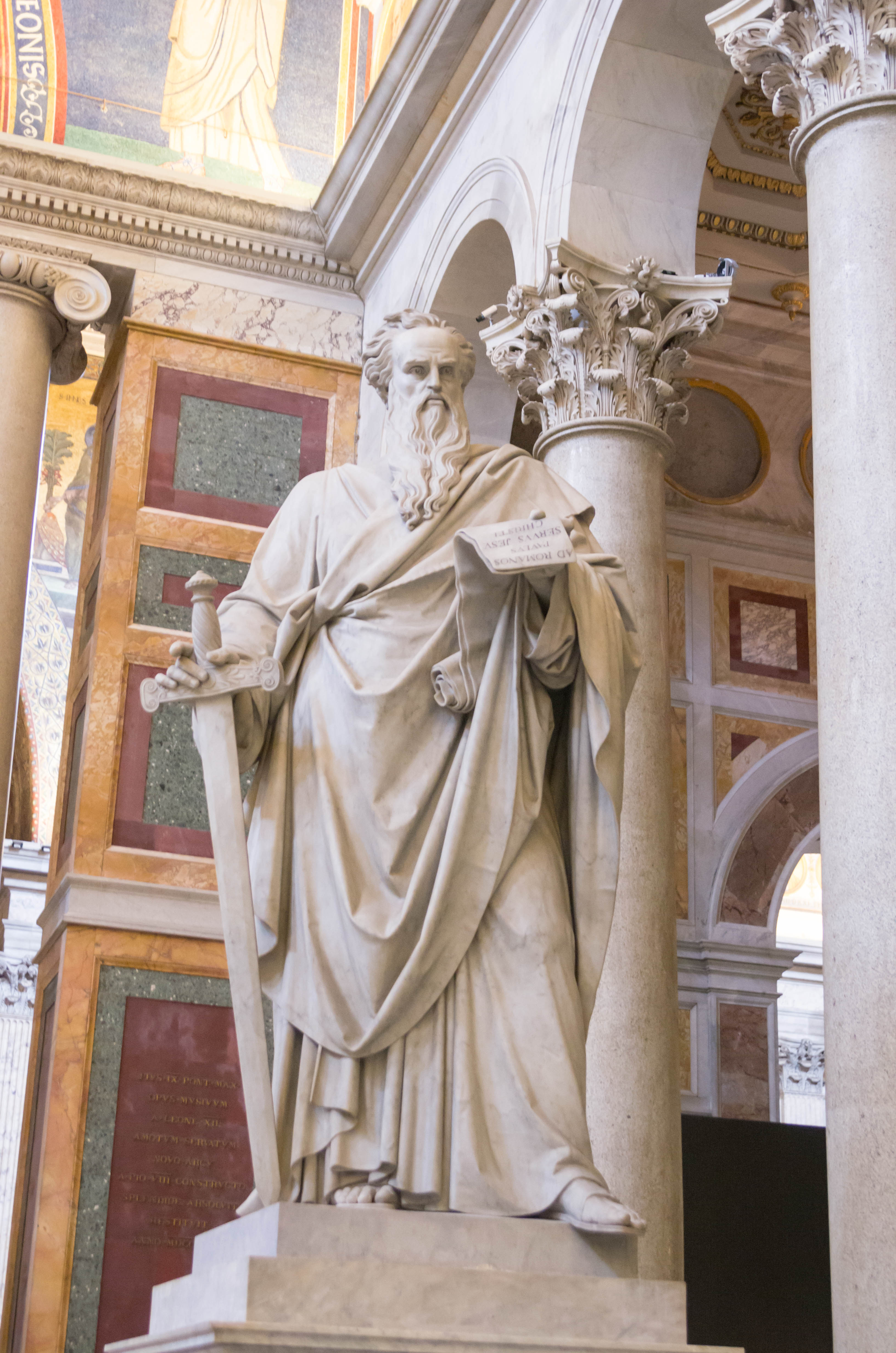
Beeld van Sint Paulus.
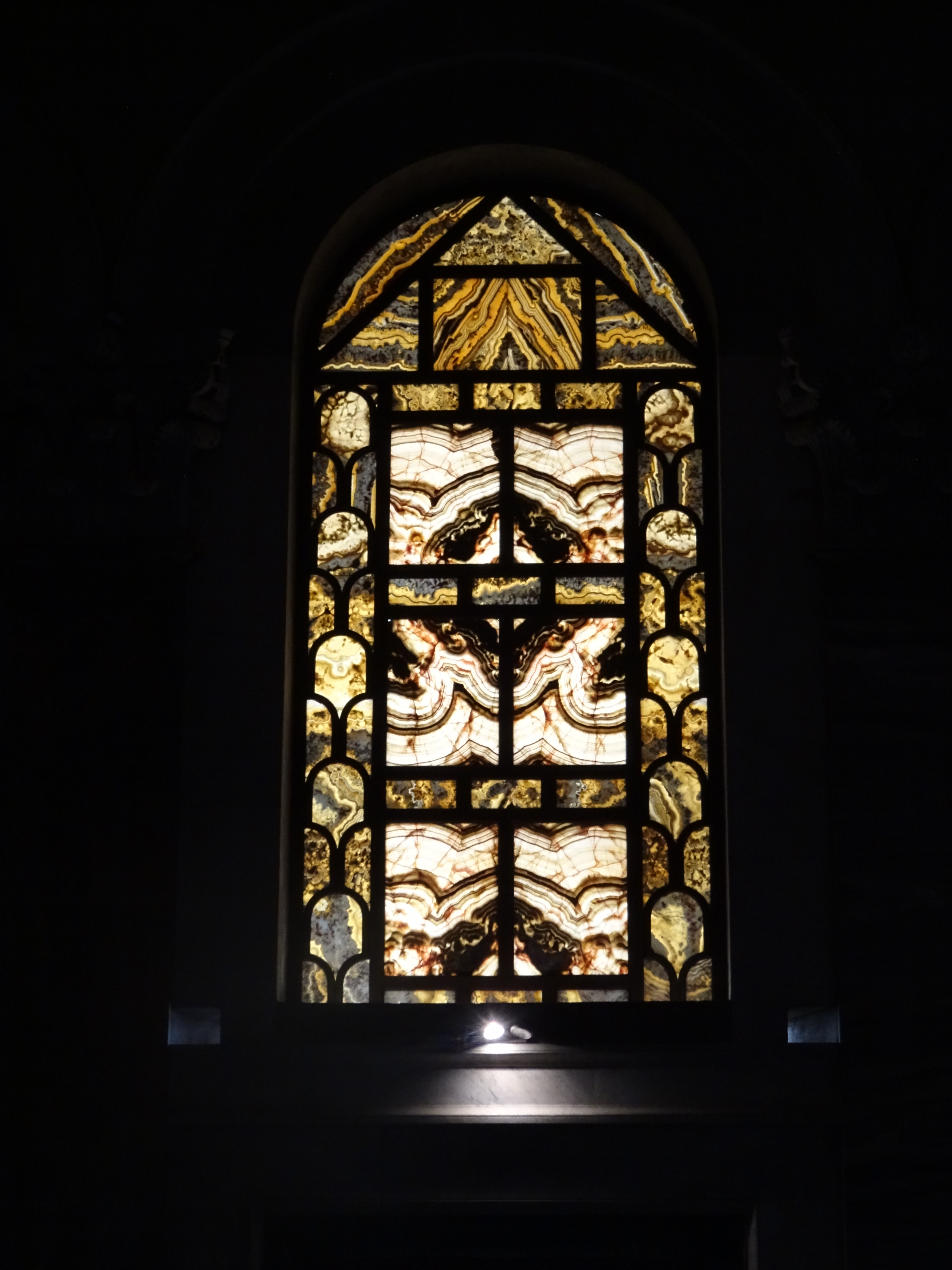
Albasten venster in het rechter zijschip.
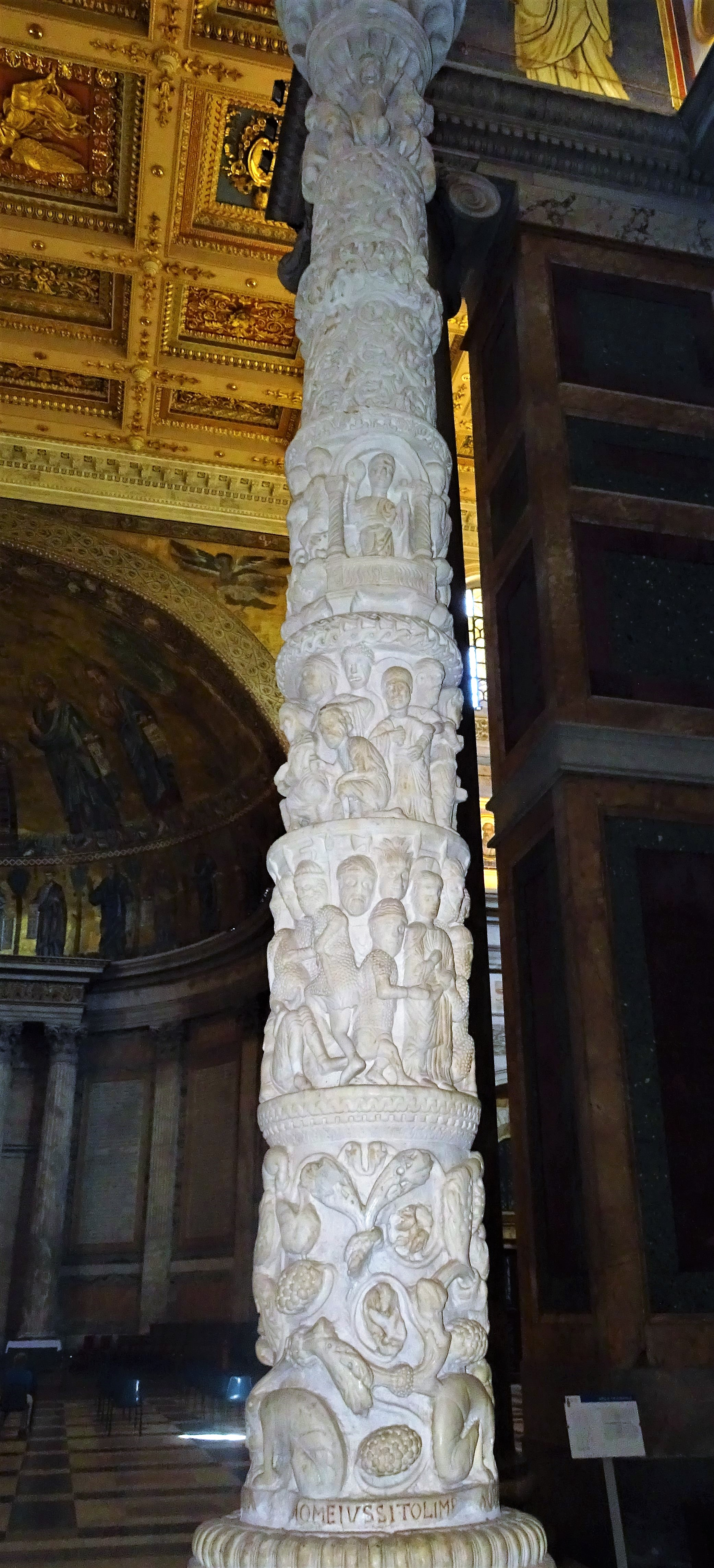
De paaskandelaar.
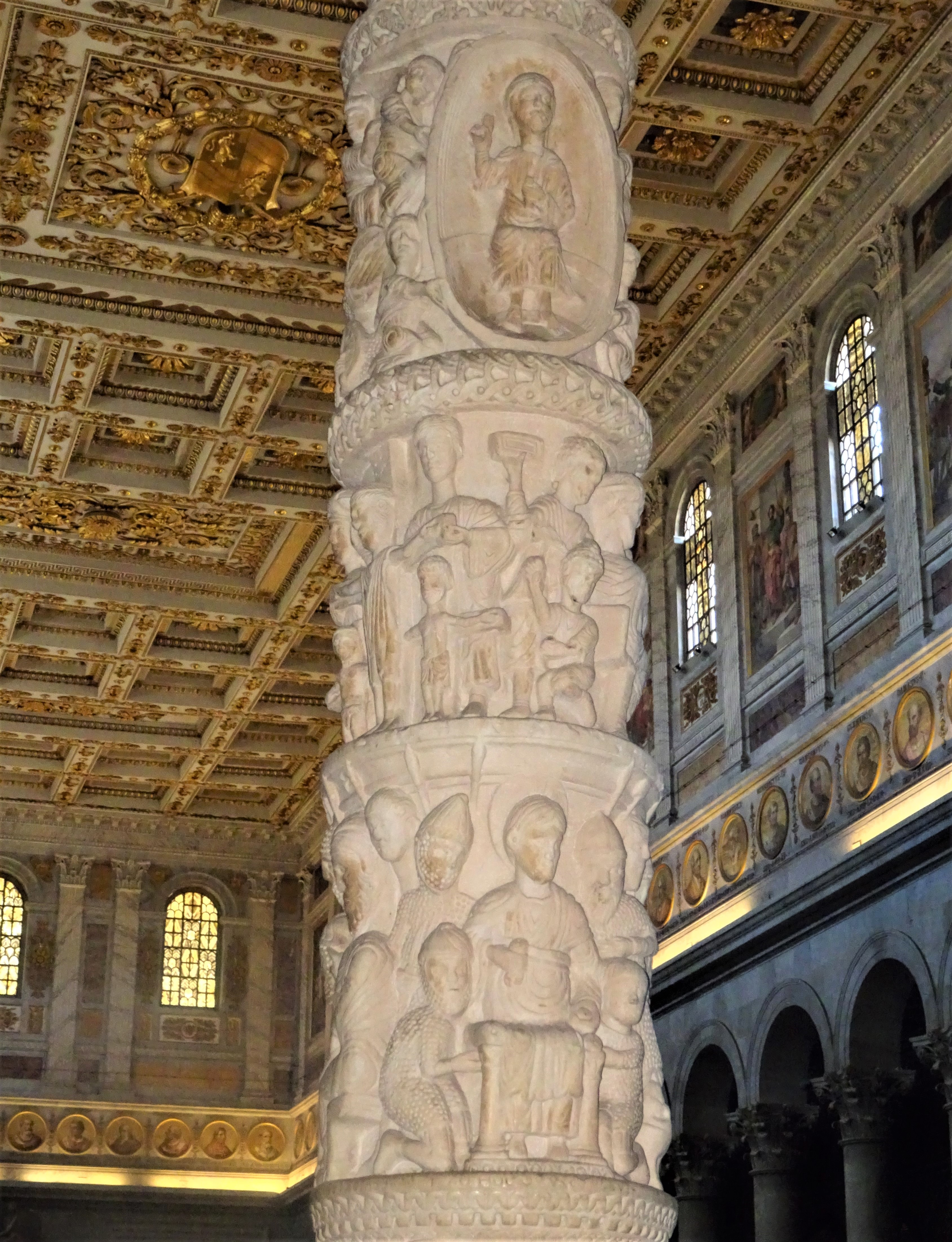
De paaskandelaar.
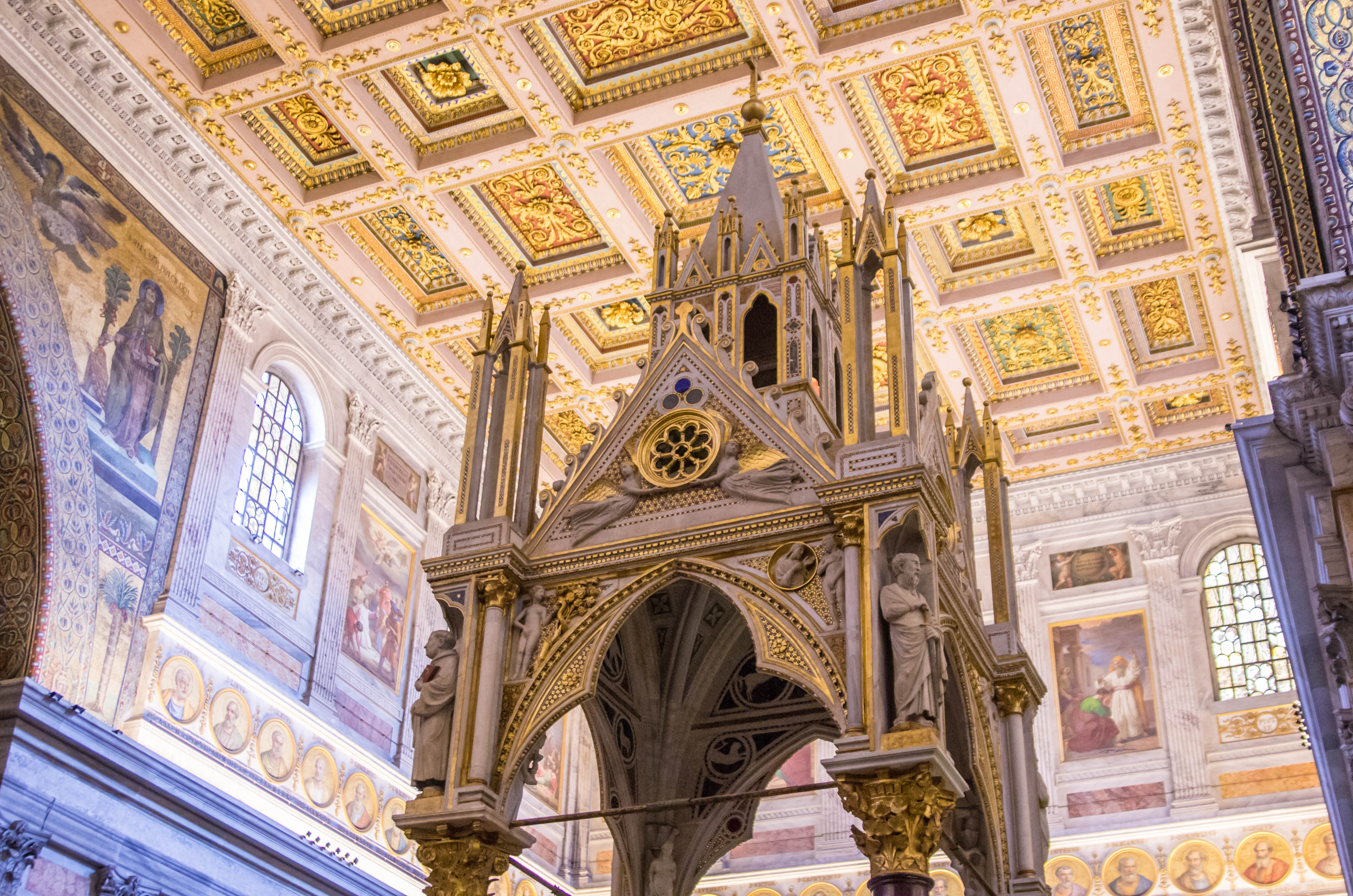
Het tabernakel.
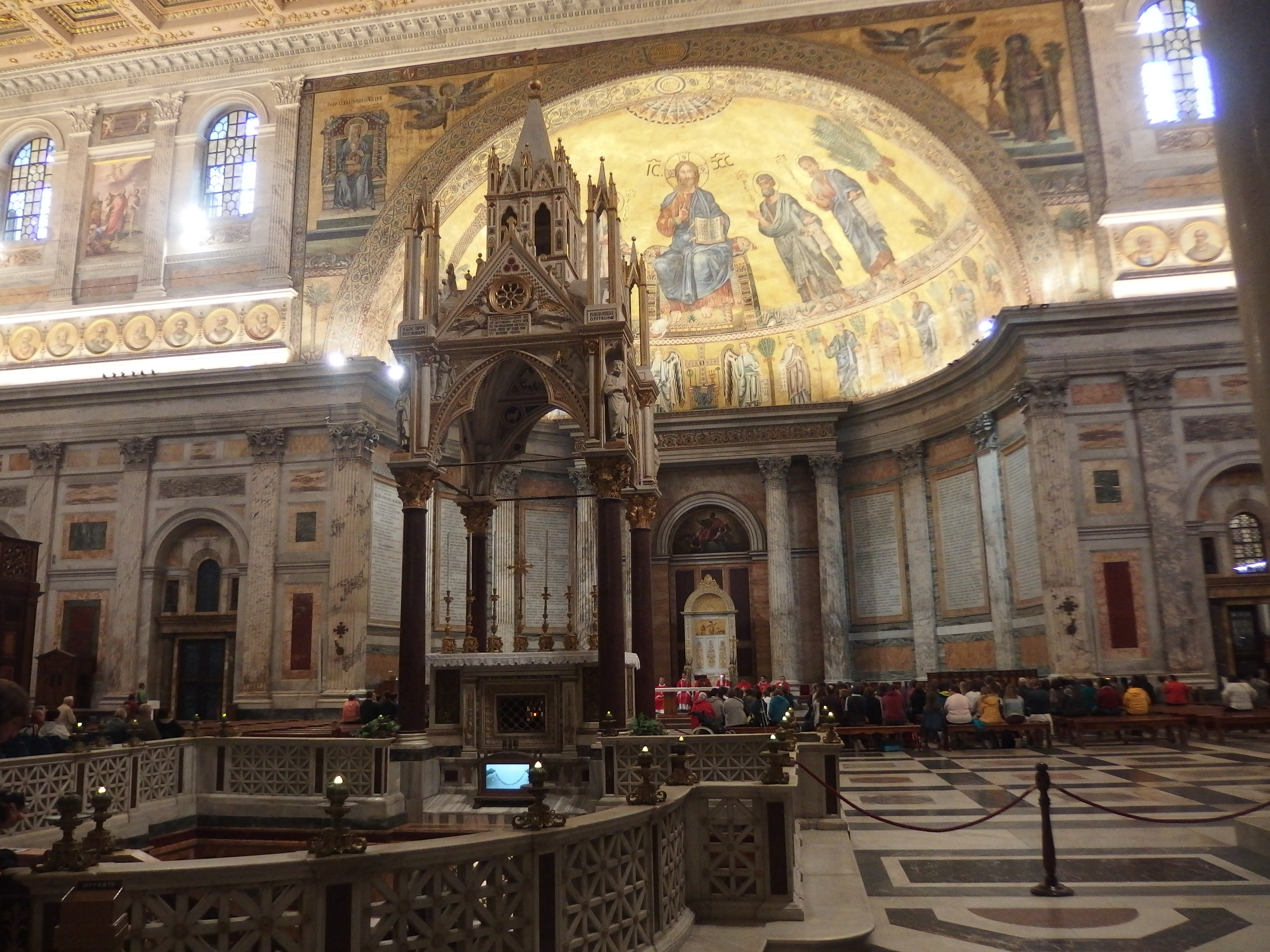
Confessio, baldakijn en apsis.
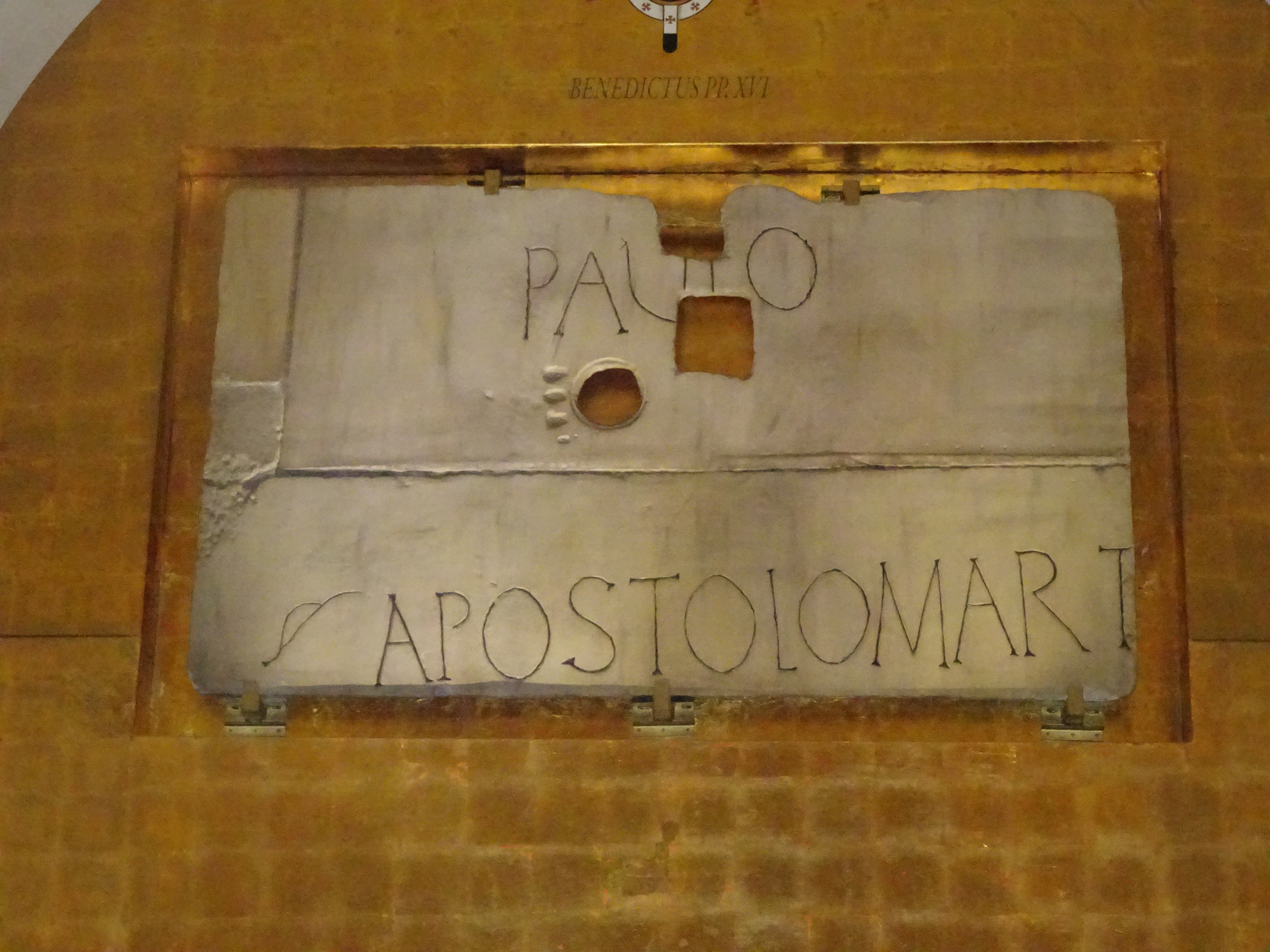
Grafplaat met de naam van Paulus, nu bewaard in de Cappella delle reliquie.
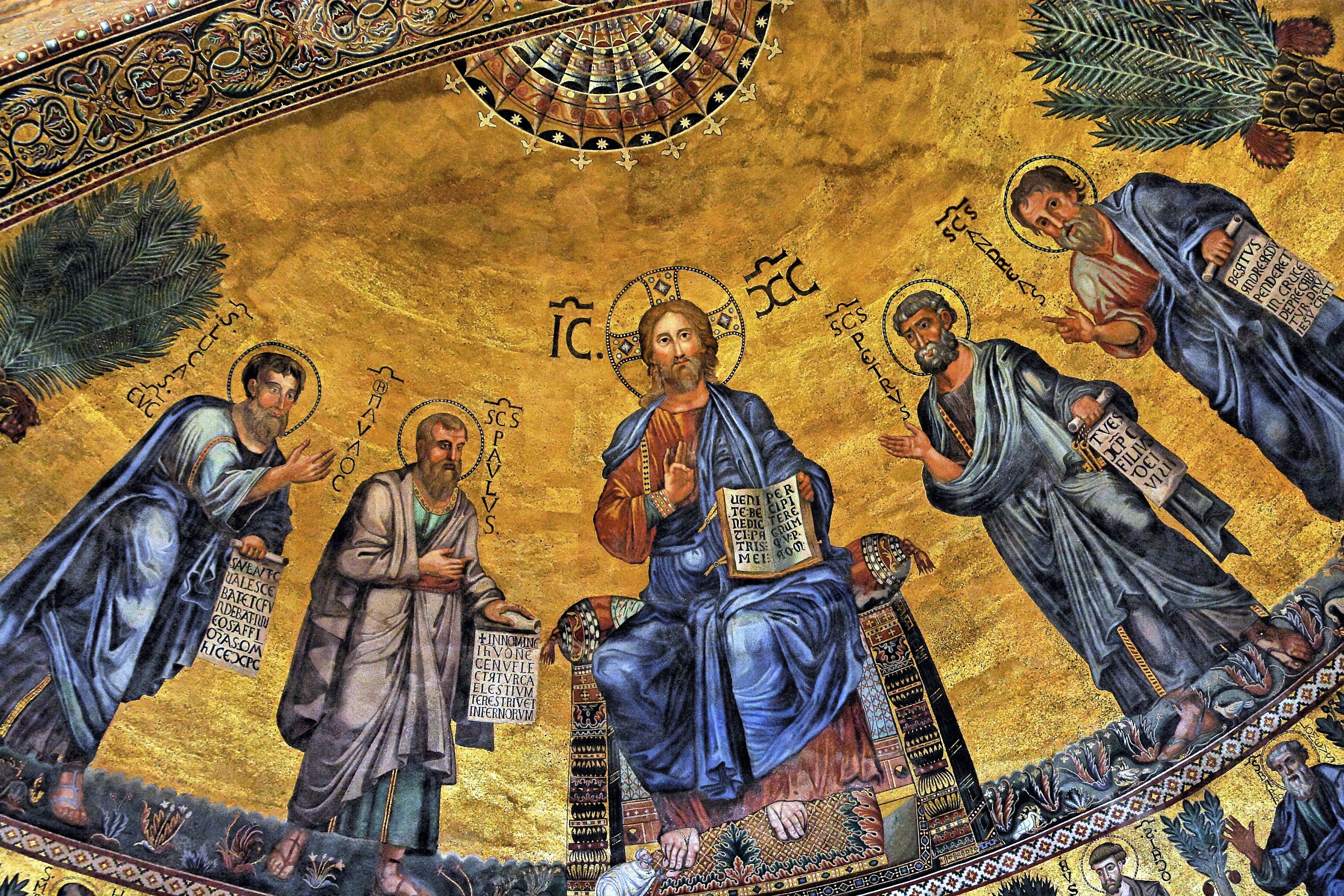
Detail van de apsis.
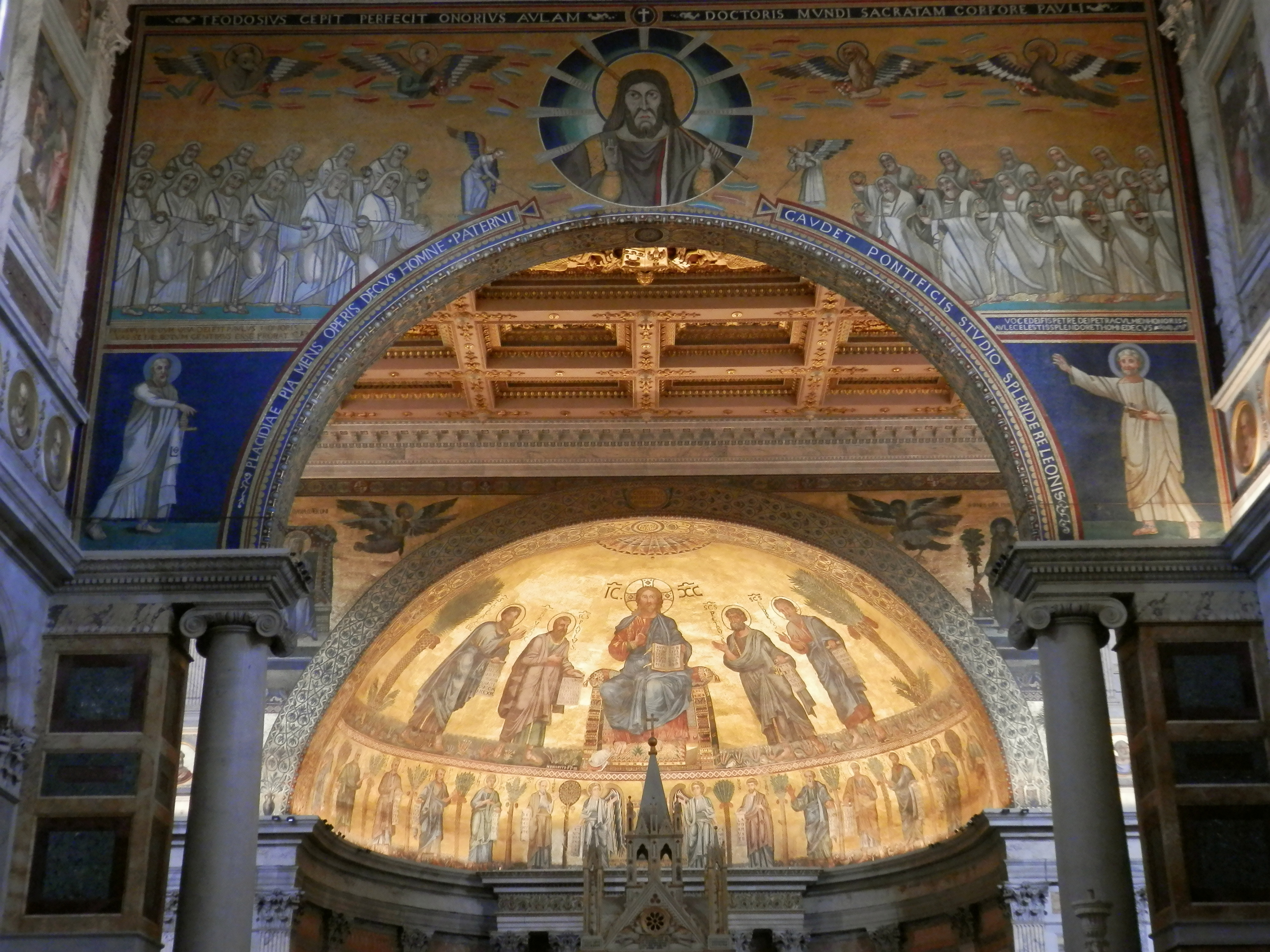
De triomfboog en de apsis.
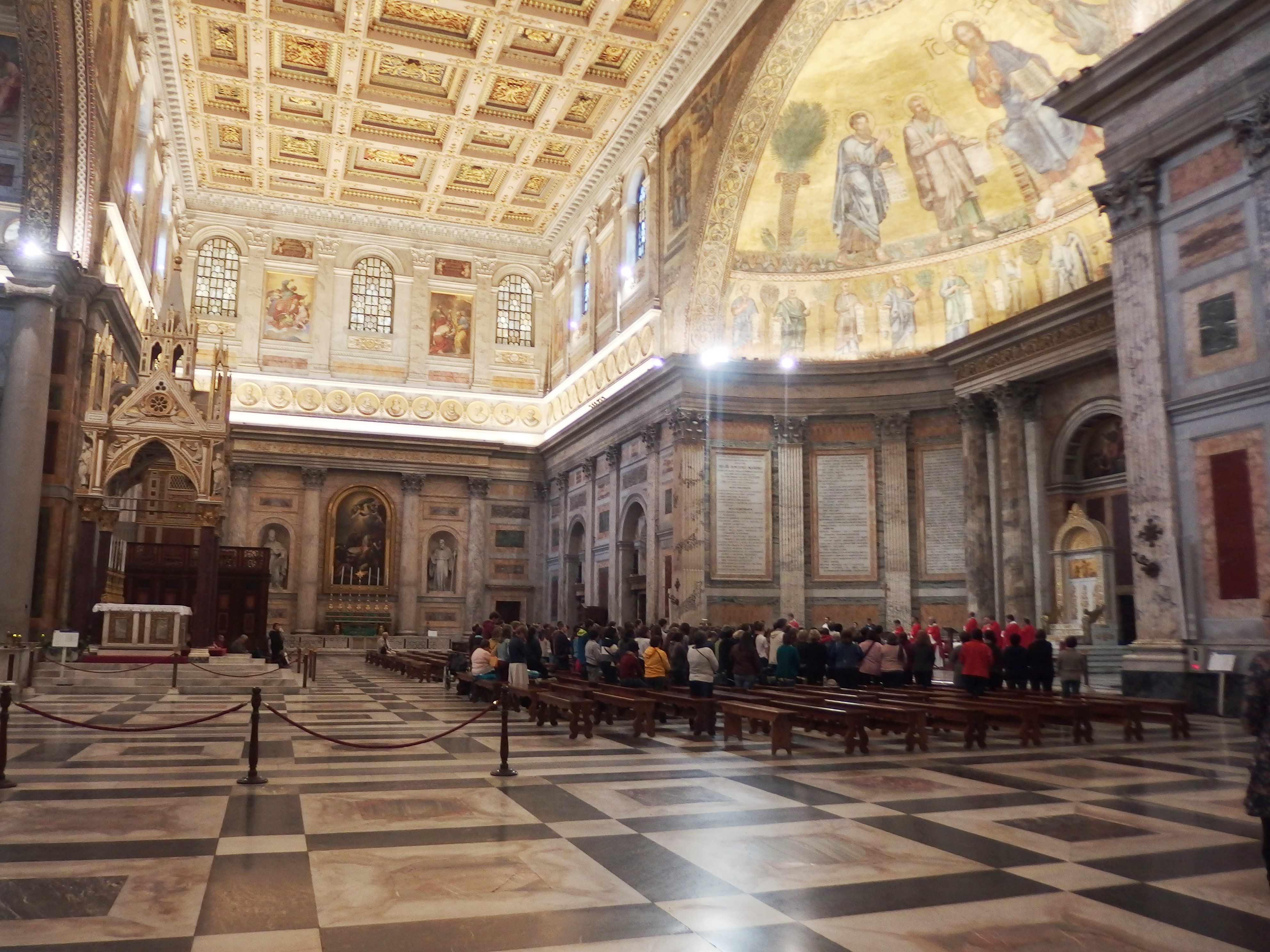
Het transept vanuit het zuiden gezien.
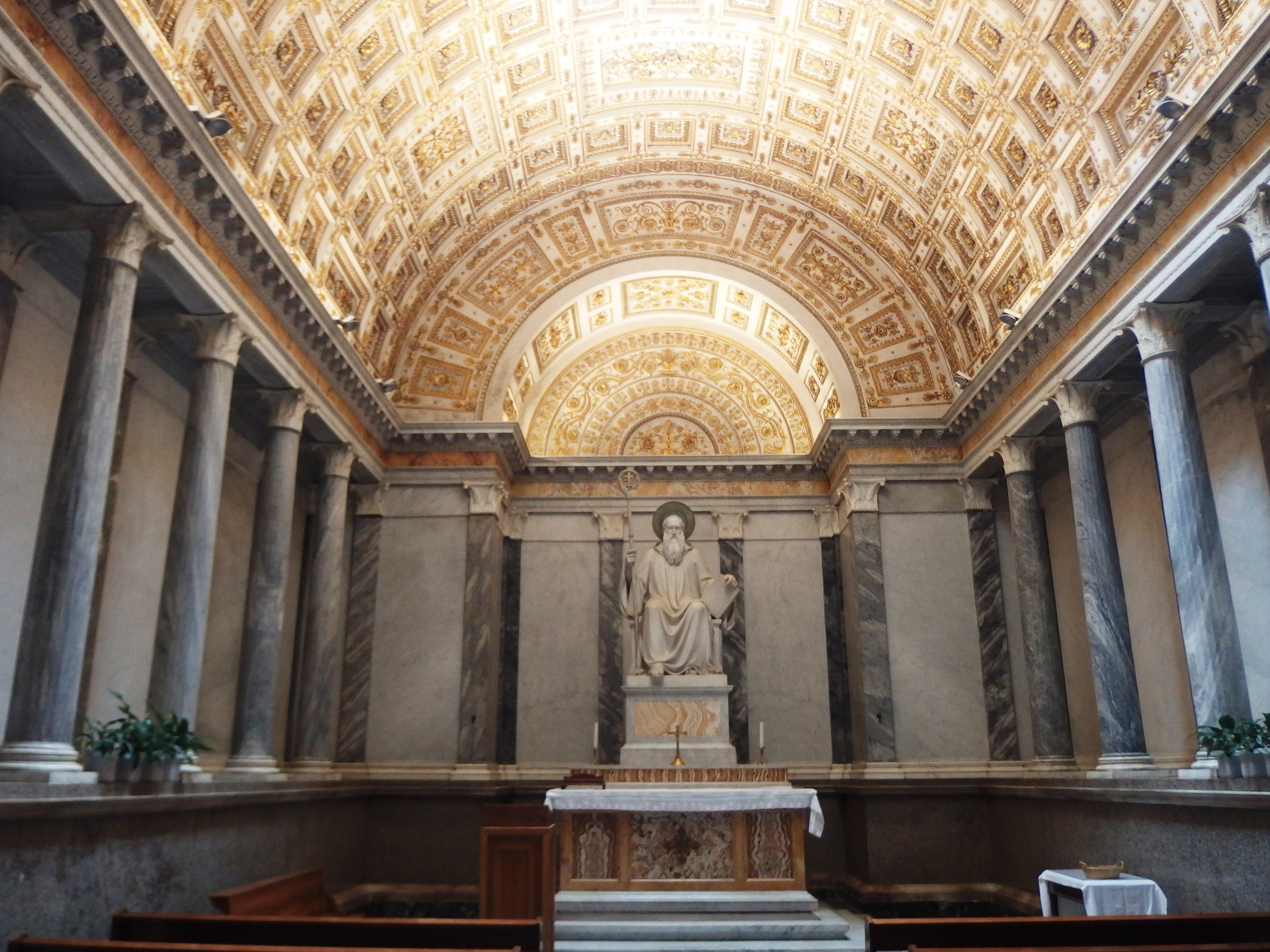
Kapel van Sint Benedictus in het rechter transept.
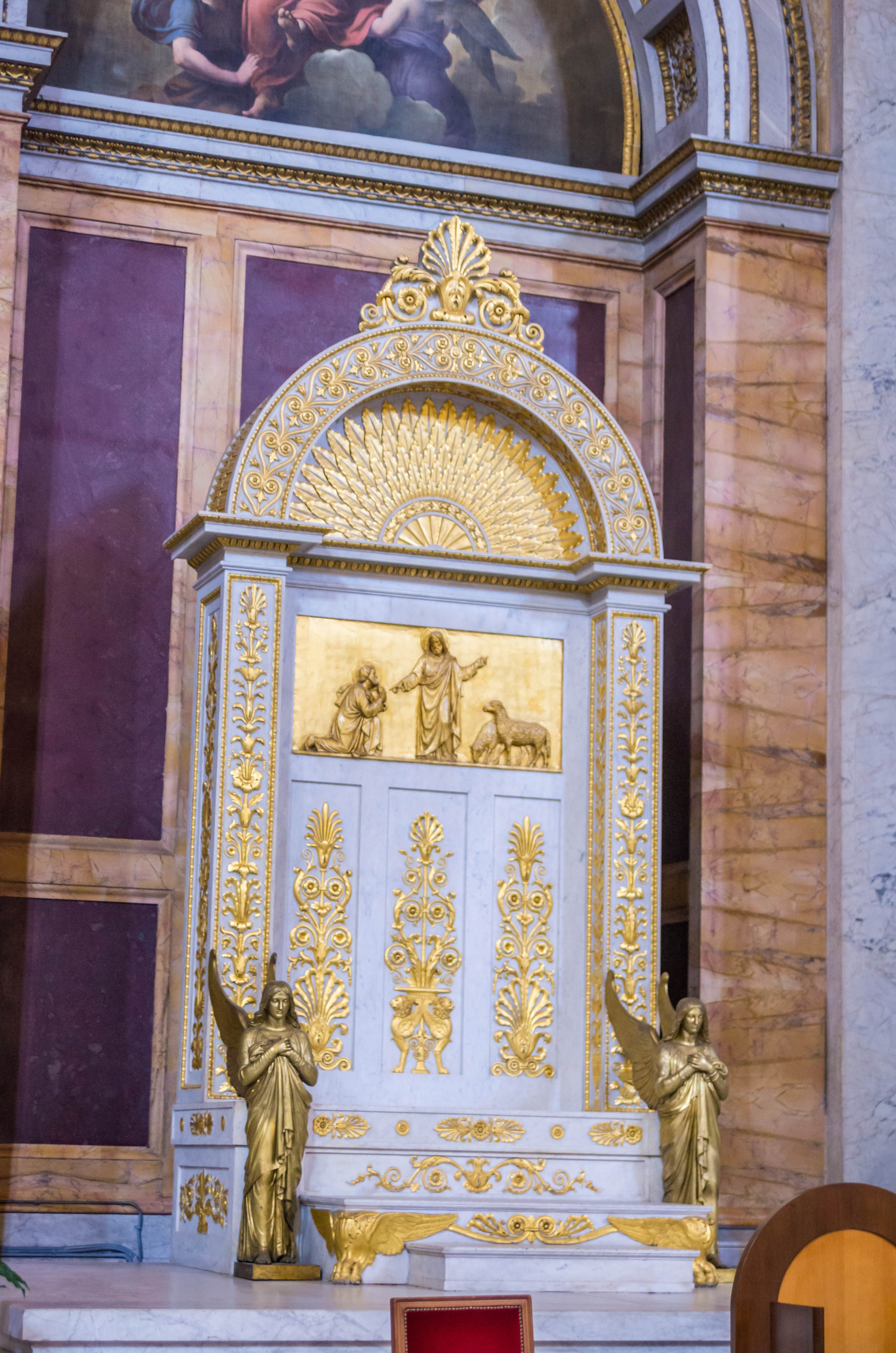
De pauselijke cathedra.
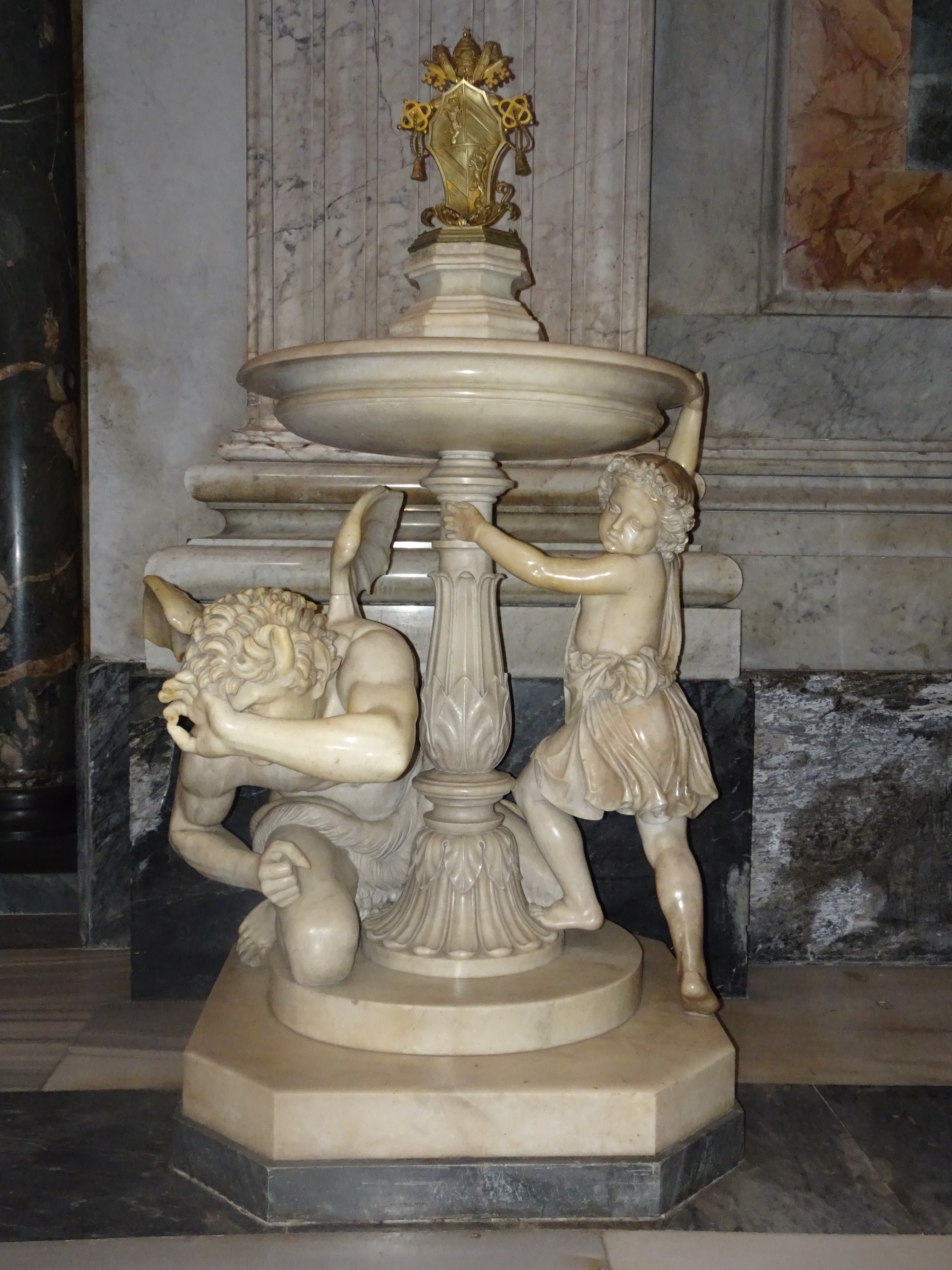
Wijwatervat in het rechter transept.
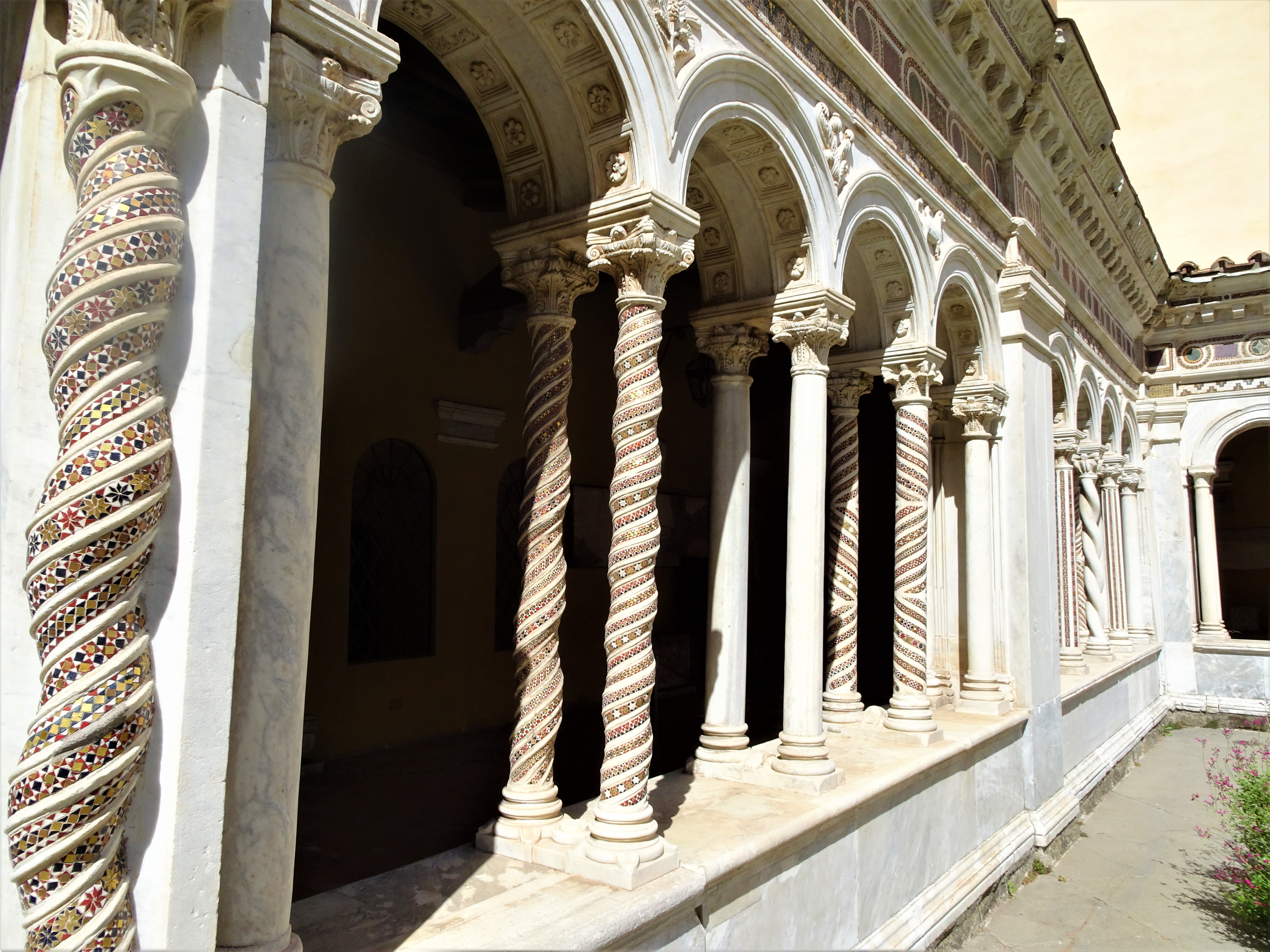
Kloosterrondgang.
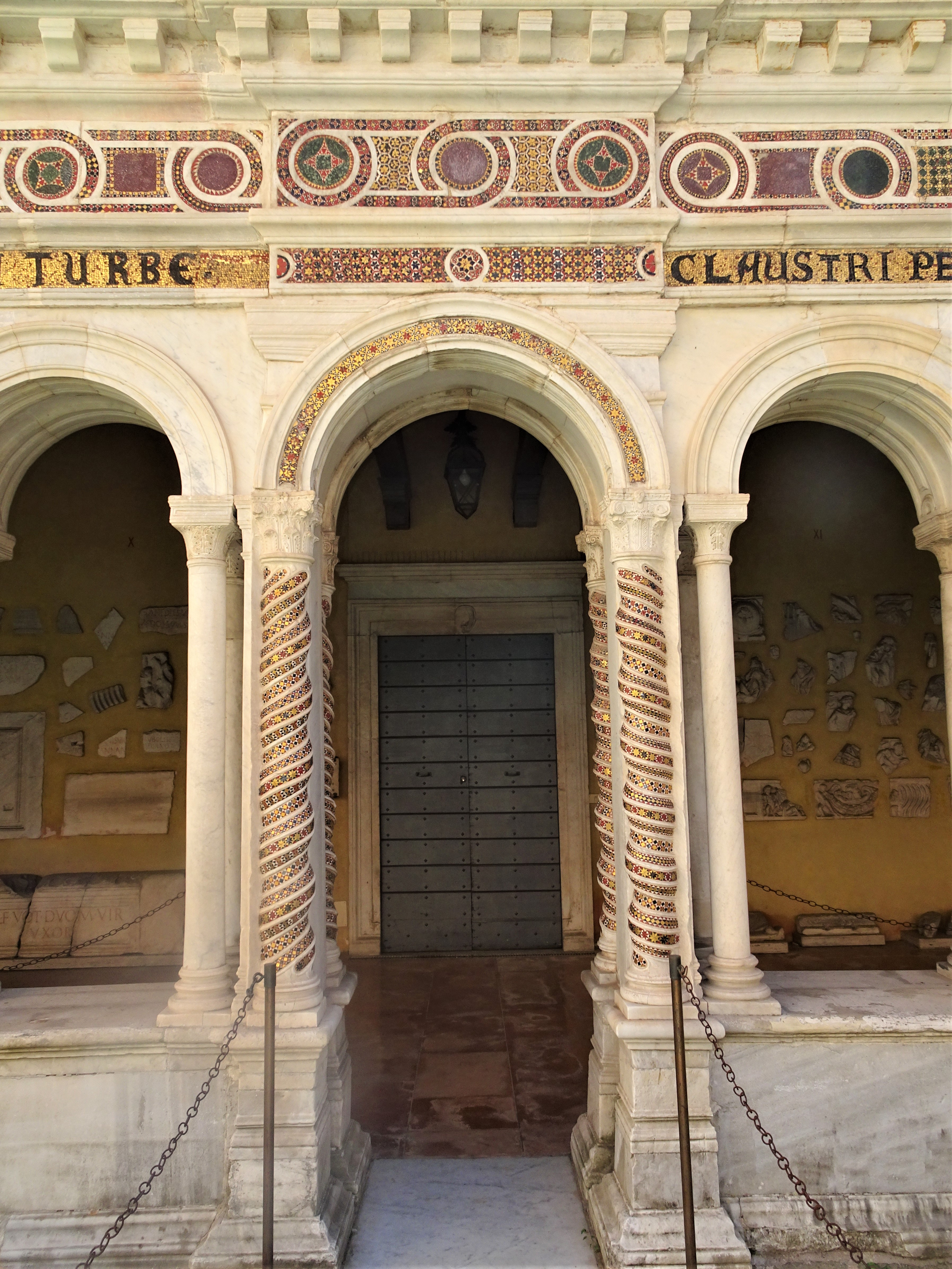
Kloosterrondgang.
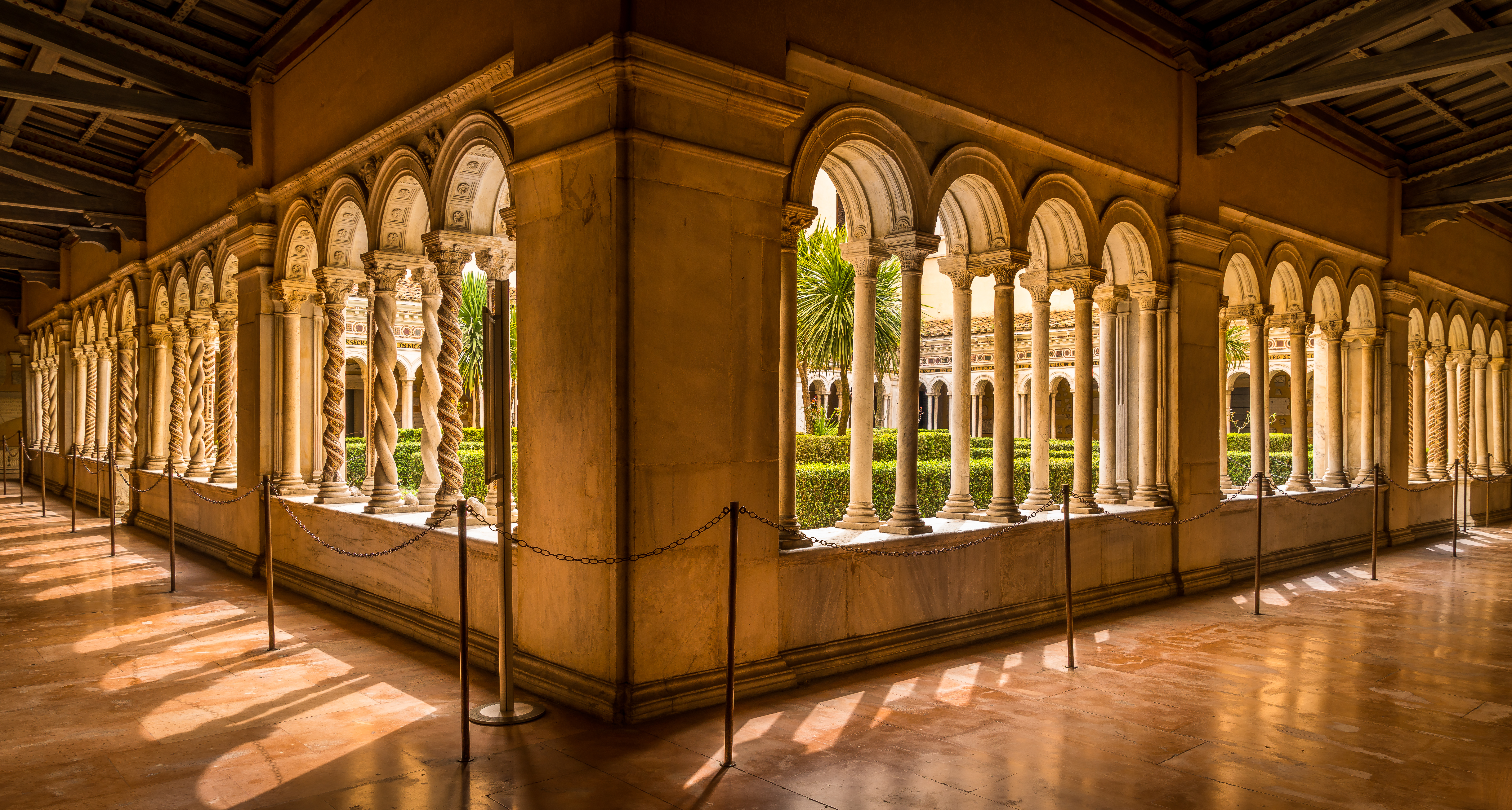
Kloosterrondgang.
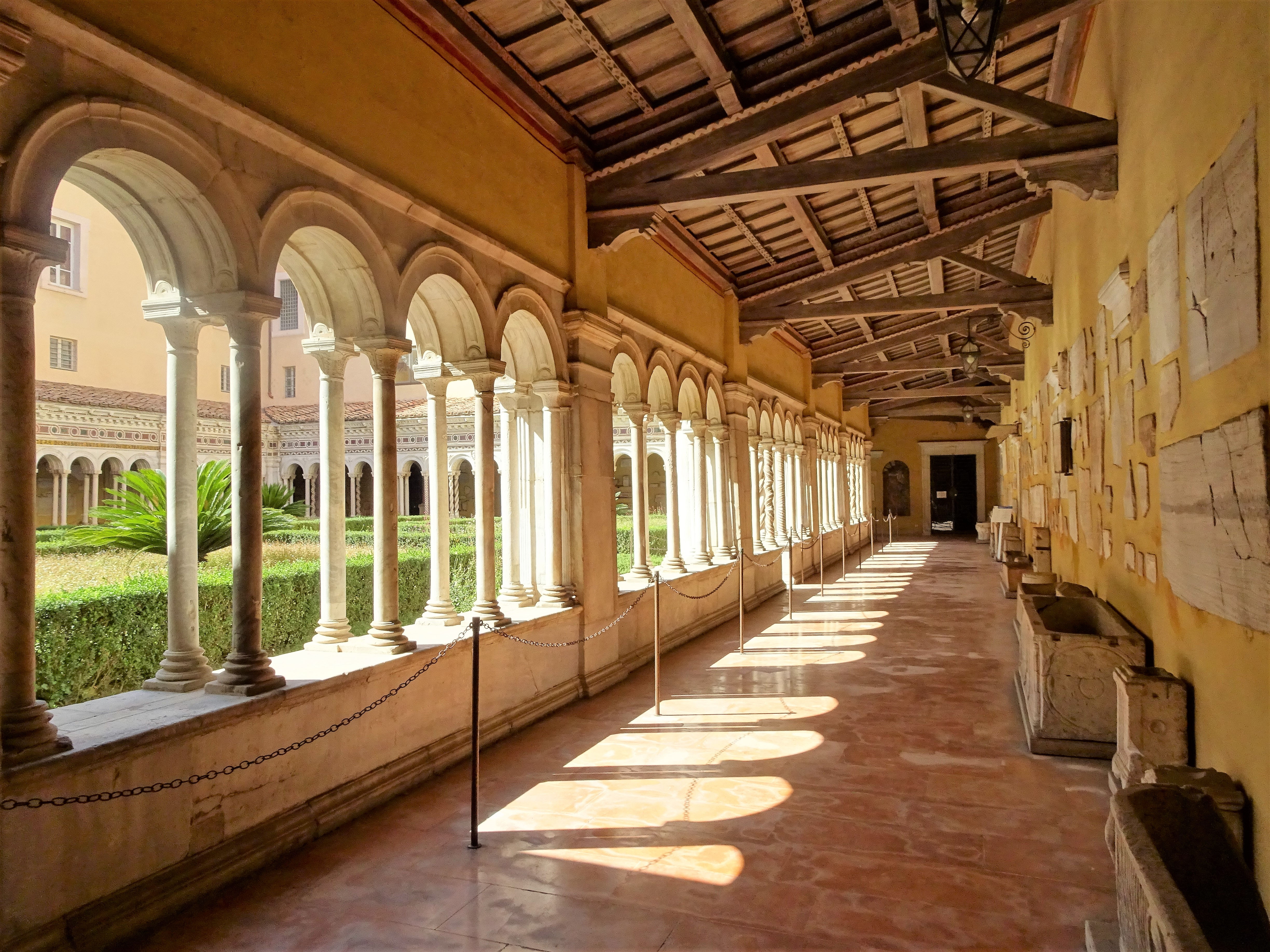
Kloosterrondgang en lapidarium.
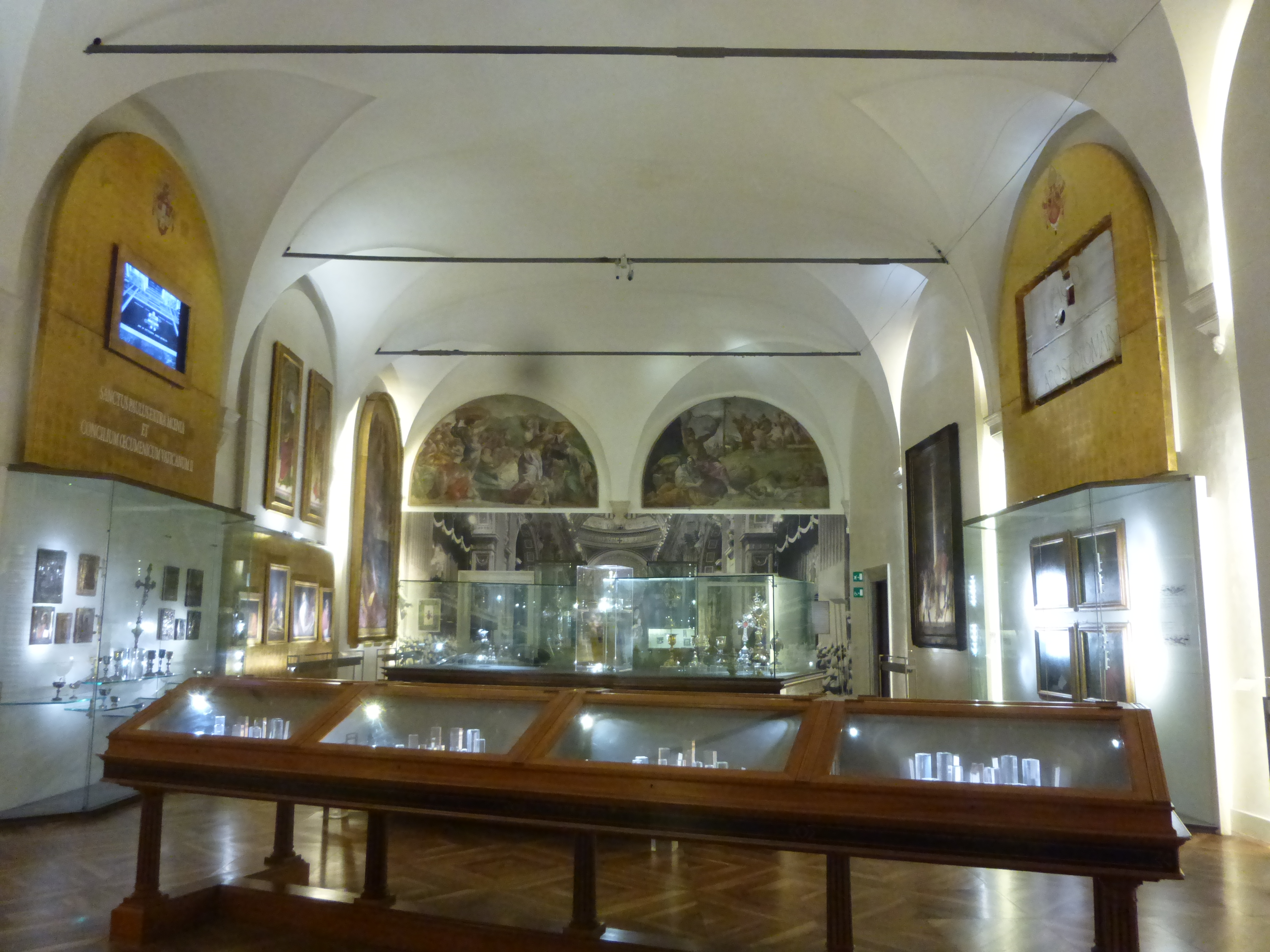
De Cappella delle reliquie.

## Websites
- (it)  Italiaanstalige Wikipedia. Abbazia di San Paolo fuori le Mura.
- (it)  Basilica papale di San Paolo fuori le Mura.
- (it)  M Lucentini. La grande guida di Roma : per chi ama la città eterna e vuole conoscerla meglio in poco tempo, 1999. op WorldCat, blz 608-610 ISBN 88-8289-053-8
- (it)  Touring club italiano. Roma, 1993. op WorldCat, blz 796-801 ISBN 88-365-0508-2
- (fr)  Pericoli Ridolfini Cecilia. Saint Paul hors les Murs, 1967. 32 blz
- (it)  San Paolo fuori le Mura.
- (en)  St. Paul's Outside the Walls: A Virtual Basilica

- Gemeinsame Normdatei: 4262377-7
- International Standard Name Identifier: 0000 0001 2112 7762
- Library of Congress Control Number: n82115587
- Nationale Bibliotheek van Israël: 987007257324505171
- Virtual International Authority File: 157731134

| Heilige Stoel                            | Heilige Stoel | Heilige Stoel | Heilige Stoel |
| ---------------------------------------- | ------------- | --- | --- |
| Territoria in bezit van de Heilige Stoel |               | | |
| Eigendommen                              | In Rome       | Basilica major | Sint-Pietersbasiliek · Sint-Jan van Lateranen · Basiliek van Santa Maria Maggiore · Sint-Paulus buiten de Muren |
| Eigendommen                              | In Rome       | Lateraans Paleis (Pauselijke Lateraanse Universiteit · Heilige Trap) · Paleis van Sint-Callixtus · Janiculum (Pauselijke Urbaniana Universiteit · Pontificio collegio americano del Nord · Ospedale Pediatrico Bambino Gesù)· Propaganda Fide-paleis · Sant'Offizio · Paleis van de Congregatie van de Oriëntaalse Kerk · Vicariato-paleis · Gregoriaanse Universiteiten · Pauselijk Bijbelinstituut · | |
| Eigendommen                              | In Rome       | Extraterritoriaal | Paleis van de 12 Heilige Apostelen · San Carlo ai Catinari · Archeologisch Instituut · Collegio Bellarmino · Oriëntaals Instituut · Lombardisch College · Russisch College · Sant'Apollinare alle Terme Neroniane-Alessandrine · De vertrekken onder de Santi Giovanni e Paolo (Rome) |
| Eigendommen                              | Buiten Rome   | Castel Gandolfo · Zomergebouw van het Pontificio Collegio Urbano de Propaganda Fide · De antenne van Radio Vaticaan in Santa Maria di Galeria | Castel Gandolfo · Zomergebouw van het Pontificio Collegio Urbano de Propaganda Fide · De antenne van Radio Vaticaan in Santa Maria di Galeria |
| Eigendommen                              | Buiten Rome   | Extraterritoriaal | Basiliek van het Heilige Huis - Sint-Franciscusbasiliek (Assisi) - Basilica di Sant'Antonio |

Sant'Agnese fuori le mura · 
Sant'Agnese in Agone · 
Sant'Agostino · 
Sant'Alberto Magno · 
Basilica di Santa Anastasia · 
Sant'Andrea al Quirinale · 
Sant'Andrea delle Fratte · 
Sant'Andrea della Valle · 
Sant'Andrea in Via Flaminia · 
Sant'Angela Merici · 
Santi Angeli Custodi a Città Giardino · 
Sant'Anselmo all'Aventino · 
Sant'Antonio da Padova all'Esquilino · 
Sant'Antonio da Padova in Via Tuscolana · 
Sant’Antonio di Padova a Circonvallazione Appia · 
Sant'Antonio in Campo Marzio · 
Sant'Apollinare alle Terme Neroniane-Alessandrine · 
Sant'Atanasio · 
Sant'Atanasio a Via Tiburtina · 
Santi Aquila e Priscilla · 
Santa Balbina · 
San Bernardo alle Terme · 
Santi Bonifacio e Alessio · 
San Callisto · 
San Camillo de Lellis · 
San Carlo ai Catinari · 
San Carlo al Corso · 
Basiliek van Santa Cecilia in Trastevere · 
San Cesareo in Palatio · 
Santa Chiara a Vigna Clara · 
San Clemente · 
San Corbiniano · 
Santi Cosma e Damiano in Via Sacra · 
San Crisogono · 
Santa Croce in Gerusalemme · 
Santa Croce in Via Flaminia · 
Sacro Cuore di Cristo Re · 
Sacro Cuore di Gesù · 
Sacro Cuore di Gesù agonizzante a Vitinia · 
Dio Padre Misericordioso · 
Santi XII Apostoli · 
San Domenico di Guzman · 
Santi Domenico e Sisto · 
Sant'Elena fuori Porta Prenestina · 
Sant'Eligio dei Ferrari · 
Sant'Emerenziana a Tor Fiorenza · 
Sant'Eugenio · 
Sant'Eusebio · 
Santi Fabiano e Venanzio a Villa Fiorelli · 
San Felice da Cantalice a Centocelle · 
Santa Francesca Romana · 
San Francesco a Ripa · 
San Francesco di Paola ai Monti · 
Friezenkerk · 
San Frumenzio ai Prati Fiscali · 
Il Gesù · 
Gesù Divino Lavoratore · 
San Giacomo in Augusta · 
San Gioacchino ai Prati di Castello · 
Santi Gioacchino e Anna al Tuscolano · 
San Giovanni a Porta Latina · 
San Giovanni Bosco in via Tuscolana · 
San Giovanni Crisostomo a Monte Sacro Alto · 
San Giovanni dei Fiorentini · 
Santi Giovanni e Paolo · 
Santi Giovanni Evangelista e Petronio · 
San Giovanni Maria Vianney · 
San Girolamo dei Croati · 
San Giuliano Martire · 
San Giustino · 
Gran Madre di Dio · 
San Gregorio Magno al Celio · 
San Gregorio Magno alla Magliana Nuova · 
San Gregorio VII · 
Sant'Ignazio · 
Sint-Jan van Lateranen · 
Sint-Juliaan-der-Vlamingen · 
San Leonardo da Porto Maurizio · 
San Leone I · 
San Liborio · 
San Lorenzo in Damaso ·  
San Lorenzo in Lucina · 
San Lorenzo in Panisperna · 
San Luca a Via Prenestina · 
San Luigi dei Francesi · 
Santuario della Madonna del Divino Amore · 
Madonna dell'Archetto - 
Santi Marcellino e Pietro · 
San Marcello al Corso · 
San Marco · 
Santa Maria ai Monti · 
Santa Maria Ausiliatrice in Via Tuscolana · 
Santa Maria Consolatrice al Tiburtino · 
Santa Maria degli Angeli e dei Martiri · 
Santa Maria dei Miracoli en Santa Maria in Montesanto · 
Santa Maria dell'Anima · 
Santa Maria della Pace · 
Santa Maria della Salute a Primavalle · 
Santa Maria della Scala · 
Santa Maria della Vittoria · 
Santa Maria delle Grazie a Via Trionfale · 
Santa Maria del Popolo · 
Santa Maria del Suffragio · 
Santa Maria di Monserrato · 
Santa Maria Domenica Mazzarello · 
Santa Maria Goretti · 
Santa Maria Immacolata a Grottarossa · 
Santa Maria in Aquiro · 
Santa Maria in Aracoeli · 
Santa Maria in Campitelli · 
Santa Maria in Cappella · 
Santa Maria in Domnica · 
Santa Maria in Transpontina · 
Santa Maria in Trastevere · 
Santa Maria in Trivio · 
Santa Maria in Vallicella · 
Santa Maria in Via · 
Santa Maria in Via Lata · 
Santa Maria Liberatrice a Monte Testaccio · 
Santa Maria Madre della Providenza a Monte Verde · 
Santa Maria Madre del Redentore a Tor Bella Monaca · 
Basiliek van Santa Maria Maggiore · 
Santa Maria Regina degli Apostoli alla Montagnola · 
Santa Maria Regina Mundi a Torre Spaccata · 
Santa Maria sopra Minerva · 
Santa Beata Maria Vergine Addolorata a piazza Buenos Aires · 
San Martino ai Monti · 
Natività di Nostro Signore Gesù Cristo a Via Gallia · 
Santi Nereo e Achilleo · 
San Nicola in Carcere · 
Santissimo Nome di Maria al Foro Traiano · 
Nostra Signora del Sacro Cuore · 
Ognissanti in Via Appia Nuova · 
Sant'Onofrio · 
Sint-Pancratiusbasiliek · 
Pantheon (Rome) · 
San Patrizio ·
Sint-Anna in Lateranen ·
Sint-Paulus buiten de Muren · 
Sint-Pietersbasiliek · 
Santi Pietro e Paolo a Via Ostiense · 
San Pietro in Montorio · 
San Pietro in Vincoli · 
Santa Prassede · 
Preziosissimo Sangue di Nostro Signore Gesù Cristo · 
Santa Prisca · 
Santa Pudenziana · 
Santi Quattro Coronati · 
Santi Quirico e Giulitta · 
Santissimo Redentore e Sant'Alfonso in Via Merulana · 
Santa Sabina · 
San Salvatore in Lauro · 
Sint-Sebastiaan buiten de Muren · 
San Silvestro in Capite · 
Santi Simone e Giuda Taddeo a Torre Angela · 
Sixtijnse Kapel · 
Santa Sofia a Via Boccea · 
Santa Susanna · 
Tempietto van San Pietro in Montorio · 
Santa Teresa al Corso d’Italia · 
Trinità dei Monti · 
Sant’Ugo · 
Beata Vergine Maria del Monte Carmelo a Mostacciano · 
Basilica di San Vitale